# Liga Nacional de Básquet 2012-13
La temporada 2012-13 de la Liga Nacional de Básquet de la Argentina fue la vigesimonovena edición de la máxima competencia argentina en dicho deporte. Se inició el 13 de septiembre de 2012 con el partido inaugural de temporada entre el último campeón, Peñarol de Mar del Plata y el Boca Juniors, encuentro que se llevó a cabo en el Polideportivo Islas Malvinas. 
La temporada culminó el 15 de mayo de 2013 con la victoria y consagración de Regatas Corrientes frente a Lanús en el cuarto partido de la serie final, lo que marcó la obtención del primer título para el equipo correntino.

## Equipos participantes
| Pos. | Descendidos en la LNB 2011-12 |
| ---- | ----------------------------- |
| 15.° | Quilmes                       |
| 16.° | San Martín (Corrientes)       |

| Pos. | Ascendidos del TNA 2011-12 |
| ---- | -------------------------- |
| 1.°  | Unión Progresista          |
| 2.°  | Argentino (Junín)          |

| Región                    | Cantidad |
| ------------------------- | -------- |
| Provincia de Buenos Aires | 4        |
| Capital Federal           | 2        |
| Córdoba                   | 2        |
| Santiago del Estero       | 2        |
| Corrientes                | 1        |
| Chubut                    | 1        |
| Chaco                     | 1        |
| Entre Ríos                | 1        |
| Santa Fe                  | 1        |
| Formosa                   | 1        |

| Club                | Ciudad              | Entrenador           | Estadio                       | Capacidad |
| ------------------- | ------------------- | -------------------- | ----------------------------- | --------- |
| 9 de Julio          | Río Tercero         | Sebastián González   | Estadio José Albert           |           |
| Argentino           | Junín               | Adrián Capelli       | El Fortín de las Morochas     | 1500      |
| Atenas              | Córdoba             | Alejandro Lotteiro   | Polideportivo Carlos Cerutti  | 3424      |
| Bahía Blanca Basket | Bahía Blanca        | Pablo Coleffi        | Osvaldo Casanova              | 3950      |
| Boca Juniors        | Buenos Aires        | Néstor García        | Microestadio Luis Conde       | 2000      |
| Ciclista Olímpico   | La Banda            | Fernando Duró        | Vicente Rosales               | 3964      |
| Gimnasia Indalo     | Comodoro Rivadavia  | Marcelo Richotti     | Estadio Socios Fundadores     | 2276      |
| Lanús               | Lanús               | Silvio Santander     | Microestadio Antonio Rotili   | 3000      |
| La Unión de Formosa | Formosa             | Carlos Romano        | Estadio Cincuentenario        | 4500      |
| Libertad            | Sunchales           | Javier Bianchelli    | El Hogar de los Tigres        | 4000      |
| Obras Sanitarias    | Buenos Aires        | Gabriel Picatto      | Estadio Obras Sanitarias      | 3000      |
| Peñarol             | Mar del Plata       | Sergio Hernández     | Polideportivo Islas Malvinas  | 8000      |
| Quimsa              | Santiago del Estero | Fabio Demti          | Ciudad de Santiago del Estero | 5200      |
| Regatas Corrientes  | Corrientes          | Nicolás Casalánguida | José Jorge Contte             | 4000      |
| Sionista            | Paraná              | Sebastián Svetliza   | Estadio Moisés Flesler        | 2100      |
| Unión Progresista   | Villa Ángela        | Carlos Lobera        | Estadio Carlos "Mona" Lobera  |           |

Capacidad de los estadios según la web oficial.

### Cambios de entrenadores
| Club                | Entrenador saliente | Fecha del cese        | Reemplazado por       |
| ------------------- | ------------------- | --------------------- | --------------------- |
| Gimnasia Indalo     | Marcelo Richotti    | 2 de octubre de 2012  | Miguel Volcán Sánchez |
| La Unión de Formosa | Gonzalo García      | 17 de octubre de 2012 | Carlos Romano         |
| Obras Sanitarias    | Gabriel Picatto     | 26 de octubre de 2012 | Gonzalo García        |
| Libertad            | Javier Bianchelli   | 6 de febrero de 2013  | Oscar Sánchez         |
| La Unión de Formosa | Carlos Romano       | 12 de febrero de 2013 | Javier Bianchelli     |
| Atenas              | Alejandro Lotterio  | 2 de marzo de 2013    | Martín López          |

## Formato de competencia
Serie regular
Se juega una primera fase en donde se separan los equipos por conveniencia geográfica en dos zonas (norte y sur) y se enfrentan en partidos ida y vuelta los equipos dentro de cada zona. Por cada partido ganado los equipos sumarán 2 puntos, mientras que en caso de derrota, sumarán 1. Los primeros tres de cada grupo, el mejor cuarto y un equipo "invitado" clasifican al Torneo Súper 8 2012.
En la segunda fase se enfrentan todos contra todos arrastrando la mitad de los puntos de la primera fase. Al igual que en la primera fase, cada victoria otorgará 2 puntos y cada derrota 1. Los primeros cuatro de la tabla se clasifican directamente a los cuartos de final, mientras que los que se posicionaron del puesto quinto al décimo segundo juegan la reclasificación. Los últimos cuatro dejan de participar.
En el caso de empates en puntos en cualquier fase (primera o segunda), el reglamento estipula:
1. Si dos equipos empatan en puntos, se tendrán en cuenta los partidos entre los involucrados obteniendo la mejor clasificación el que posea la mayor diferencia de puntos (puntos a favor menos puntos en contra) en los partidos, de persistir, se determinará por el cociente entre los puntos a favor sobre los puntos en contra.
2. De persistir aún el empate, se realizará un cociente entre los puntos a favor sobre los puntos en contra considerando toda la fase en cuestión disputada.
3. Si aún persiste, se tendrá en cuenta también la primera fase (si el empate es en la segunda) y si no, sorteo.

Descenso
Los últimos cuatro se emparejan según su posición, 13.° v 16.° y 14.° v 15.°, y disputan una serie al mejor de cinco para determinar cual de los dos equipos desciende al finalizar el torneo. El otro equipo automáticamente deja de participar en el actual torneo y salva la categoría para el siguiente.
Playoffs
La etapa de play-offs está subdividida en cuatro, la reclasificación, los cuartos de final, las semifinales y la final.
- La reclasificación es una etapa integrada por los equipos ubicados entre el quinto y el duodécimo puesto, donde se emparejan los equipos según su posición al finalizar la etapa regular. Las parejas son al mejor de cinco juegos y se ordenan de la siguiente manera:

| 5.º - 12.º 6.º - 11.º | 7.º - 10.º 8.º - 9.º |

donde tienen ventaja de localía, es decir, que disputan tres de los cinco juegos como locales, los equipos ubicados del quinto al octavo puesto.
- Los cuartos de final están integrados por los cuatro mejores equipos de la etapa regular más los ganadores de la reclasificación. Una vez determinado a los cuatro ganadores, se los reordena según su posición en la etapa regular, de manera tal que el peor ubicado en la etapa regular se enfrente al mejor ubicado y así sucesivamente.

| 1.º - peor ubicado 4.º - mejor ubicado | 2.º - 2.º peor ubicado 3.º - 2.º mejor ubicado |

Tienen ventaja de localía los mejores cuatro equipos de la etapa regular. Los duelos son al mejor de cinco partidos.
- Las semifinales son disputadas al mejor de cinco o siete partidos (dependiendo de la organización) y las juegan los cuatro ganadores de la fase previa. Se agrupan en parejas de manera tal que el primero y el segundo de la fase regular, en caso de avanzar, posean ventaja de localía.

| 1.º/peor ubicado - 4.º/mejor ubicado | 2.º/2.º peor ubicado - 3.º/2.º mejor ubicado |

- Los ganadores de ambos duelos de semifinal disputan la final de la Liga Nacional de Básquet, la cual es al mejor de siete partidos, disputados en serie 2-2-1-1-1 donde tiene ventaja de localía el ganador de la llave de donde proviene el mejor ubicado da la fase regular.

Clasificación a competencias internacionales
La Liga Nacional de Básquet tiene cinco cupos internacionales, dos para la Liga de las Américas y tres para la Liga Sudamericana de Clubes, los cuales se repartirán de la siguiente manera:
- Liga de las Américas 2014: campeón y subcampeón.
- Liga Sudamericana de Clubes 2013: tercero y cuarto del campeonato y ganador del Torneo Súper 8 2012.[n 1]

## Primera fase
Se jugaron 2 jornadas por semana, los viernes y los domingos, los partidos televisados por TyC Sports se jugaron los miércoles y los jueves.

### Zona norte
| Equipo              | PJ | PG | PP | Pts |
| ------------------- | -- | -- | -- | --- |
| Libertad            | 14 | 10 | 4  | 24  |
| Ciclista Olímpico   | 14 | 10 | 4  | 24  |
| Regatas Corrientes  | 14 | 9  | 5  | 23  |
| Quimsa              | 14 | 8  | 6  | 22  |
| Sionista            | 14 | 7  | 7  | 21  |
| Atenas              | 14 | 6  | 8  | 20  |
| Unión Progresista   | 14 | 4  | 10 | 18  |
| La Unión de Formosa | 14 | 2  | 12 | 16  |

|  |                                                 |
|  | Clasificados al Super 8 por tener mejor récord. |

| Unión Progresista   | 70 - 75 | Regatas Corrientes | Carlos "Mona" Lobera   | 14 de septiembre |
| La Unión de Formosa | 81 - 92 | Sionista           | Cincuentenario         | 14 de septiembre |
| Quimsa              | 64 - 67 | Atenas             | Ciudad                 | 14 de septiembre |
| Libertad            | 86 - 64 | Ciclista Olímpico  | El Hogar de los Tigres | 14 de septiembre |

| Unión Progresista   | 63 - 66 | Sionista           | Carlos "Mona" Lobera   | 16 de septiembre |
| La Unión de Formosa | 69 - 73 | Regatas Corrientes | Cincuentenario         | 16 de septiembre |
| Quimsa              | 65 - 66 | Ciclista Olímpico  | Ciudad                 | 16 de septiembre |
| Libertad            | 86 - 69 | Atenas             | El Hogar de los Tigres | 16 de septiembre |

| Regatas Corrientes | 82 - 67 | Quimsa              | José Jorge Contte | 20 de septiembre |
| Sionista           | 77 - 79 | Libertad            | Moisés Flesler    | 21 de septiembre |
| Atenas             | 70 - 69 | Unión Progresista   | Carlos Cerutti    | 21 de septiembre |
| Ciclista Olímpico  | 68 - 64 | La Unión de Formosa | Vicente Rosales   | 21 de septiembre |

| Atenas             | 88 - 89 | La Unión de Formosa | Carlos Cerutti    | 19 de septiembre |
| Regatas Corrientes | 78 - 79 | Libertad            | José Jorge Contte | 23 de septiembre |
| Sionista           | 64 - 78 | Quimsa              | Moisés Flesler    | 23 de septiembre |
| Ciclista Olímpico  | 71 - 69 | Unión Progresista   | Vicente Rosales   | 23 de septiembre |

| Quimsa             | 83 - 76  | Unión Progresista   | Estadio Ciudad         | 25 de septiembre |
| Regatas Corrientes | 75 - 57  | Atenas              | José Jorge Contte      | 28 de septiembre |
| Sionista           | 87 - 102 | Ciclista Olímpico   | Moisés Flesler         | 28 de septiembre |
| Libertad           | 79 - 71  | La Unión de Formosa | El Hogar de los Tigres | 28 de septiembre |

| Regatas Corrientes | 73 - 63  | Ciclista Olímpico   | José Jorge Contte      | 30 de septiembre |
| Sionista           | 100 - 92 | Atenas              | Moisés Flesler         | 30 de septiembre |
| Quimsa             | 77 - 71  | La Unión de Formosa | Estadio Ciudad         | 30 de septiembre |
| Libertad           | 79 - 58  | Unión Progresista   | El Hogar de los Tigres | 30 de septiembre |

| Unión Progresista   | 91 - 85 | Quimsa             | Carlos "Mona" Lobera | 4 de octubre |
| Atenas              | 66 - 62 | Regatas Corrientes | Carlos Cerutti       | 5 de octubre |
| Ciclista Olímpico   | 77 - 66 | Sionista           | Vicente Rosales      | 5 de octubre |
| La Unión de Formosa | 65 - 70 | Libertad           | Cincuentenario       | 5 de octubre |

| Atenas              | 77 - 79 | Sionista           | Carlos Cerutti       | 3 de octubre |
| Ciclista Olímpico   | 70 - 59 | Regatas Corrientes | Vicente Rosales      | 7 de octubre |
| Unión Progresista   | 65 - 68 | Libertad           | Carlos "Mona" Lobera | 7 de octubre |
| La Unión de Formosa | 62 - 68 | Quimsa             | Cincuentenario       | 7 de octubre |

| Quimsa             | 92 - 69 | Libertad            | Estadio Ciudad       | 10 de octubre |
| Atenas             | 67 - 74 | Ciclista Olímpico   | Carlos Cerutti       | 12 de octubre |
| Unión Progresista  | 86 - 68 | La Unión de Formosa | Carlos "Mona" Lobera | 12 de octubre |
| Regatas Corrientes | 76 - 59 | Sionista            | José Jorge Contte    | 12 de octubre |

| Sionista            | 86 - 81 | Regatas Corrientes | Moisés Flesler         | 10 de octubre |
| Ciclista Olímpico   | 81 - 82 | Atenas             | Vicente Rosales        | 14 de octubre |
| La Unión de Formosa | 65 - 70 | Unión Progresista  | Cincuentenario         | 14 de octubre |
| Libertad            | 86 - 77 | Quimsa             | El Hogar de los Tigres | 14 de octubre |

| Regatas Corrientes | 79 - 69 | Unión Progresista   | José Jorge Contte | 2 de octubre  |
| Sionista           | 83 - 77 | La Unión de Formosa | Moisés Flesler    | 19 de octubre |
| Atenas             | 57 - 78 | Quimsa              | Carlos Cerutti    | 19 de octubre |
| Ciclista Olímpico  | 75 - 69 | Libertad            | Vicente Rosales   | 19 de octubre |

| Ciclista Olímpico  | 75 - 67 | Quimsa              | Vicente Rosales   | 16 de octubre |
| Regatas Corrientes | 67 - 61 | La Unión de Formosa | José Jorge Contte | 21 de octubre |
| Sionista           | 76 - 69 | Unión Progresista   | Moisés Flesler    | 21 de octubre |
| Atenas             | 78 - 60 | Libertad            | Carlos Cerutti    | 21 de octubre |

| Libertad            | 82 - 76 | Sionista           | El Hogar de los Tigres | 25 de octubre |
| Quimsa              | 83 - 78 | Regatas Corrientes | Estadio Ciudad         | 26 de octubre |
| Unión Progresista   | 74 - 69 | Atenas             | Carlos "Mona" Lobera   | 26 de octubre |
| La Unión de Formosa | 79 - 58 | Ciclista Olímpico  | Cincuentenario         | 26 de octubre |

| Quimsa              | 91 - 84 | Sionista           | Estadio Ciudad         | 28 de octubre |
| Libertad            | 66 - 75 | Regatas Corrientes | El Hogar de los Tigres | 28 de octubre |
| Unión Progresista   | 75 - 88 | Ciclista Olímpico  | Carlos "Mona" Lobera   | 28 de octubre |
| La Unión de Formosa | 69 - 70 | Atenas             | Cincuentenario         | 28 de octubre |

### Zona sur
| Equipo                  | PJ | PG | PP | Pts |
| ----------------------- | -- | -- | -- | --- |
| Peñarol                 | 14 | 12 | 2  | 26  |
| Lanús                   | 14 | 9  | 5  | 23  |
| Argentino               | 14 | 8  | 6  | 22  |
| Boca Juniors            | 14 | 7  | 7  | 21  |
| Bahía Blanca Basket     | 14 | 6  | 8  | 20  |
| Gimnasia y Esgrima (CR) | 14 | 6  | 8  | 20  |
| Obras Sanitarias        | 14 | 4  | 10 | 18  |
| 9 de Julio (RT)         | 14 | 4  | 10 | 18  |

|  |                                                           |
|  | Clasificados al Super 8 por tener mejor récord.           |
|  | Clasificado al Super 8 por invitación de la organización. |

| Peñarol         | 58 - 70 | Boca Juniors     | Islas Malvinas            | 13 de septiembre |
| Weber Bahía     | 76 - 92 | Obras Sanitarias | Osvaldo Casanova          | 14 de septiembre |
| 9 de Julio (RT) | 78 - 66 | Gimnasia Indalo  | José Albert               | 14 de septiembre |
| Argentino       | 79 - 62 | Lanús            | El Fortín de las Morochas | 18 de septiembre |

| Peñarol         | 71 - 85 | Obras Sanitarias | Islas Malvinas            | 16 de septiembre |
| Weber Bahía     | 91 - 84 | Boca Juniors     | Osvaldo Casanova          | 16 de septiembre |
| 9 de Julio (RT) | 77 - 81 | Lanús            | José Albert               | 16 de septiembre |
| Argentino       | 81 - 67 | Gimnasia Indalo  | El Fortín de las Morochas | 16 de septiembre |

| Boca Juniors     | 76 - 71 | 9 de Julio (RT) | Luis Conde        | 20 de septiembre |
| Obras Sanitarias | 72 - 83 | Argentino       | Obras Sanitarias  | 20 de septiembre |
| Gimnasia Indalo  | 83 - 89 | Peñarol         | Socios Fundadores | 21 de septiembre |
| Lanús            | 84 - 74 | Weber Bahía     | Antonio Rotili    | 21 de septiembre |

| Boca Juniors     | 59 - 75 | Argentino       | Luis Conde        | 22 de septiembre |
| Obras Sanitarias | 92 - 66 | 9 de Julio (RT) | Obras Sanitarias  | 22 de septiembre |
| Gimansia Indalo  | 87 - 82 | Weber Bahía     | Socios Fundadores | 23 de septiembre |
| Lanús            | 90 - 91 | Peñarol         | Antonio Rotili    | 23 de septiembre |

| Boca Juniors     | 77 - 68 | Gimnasia Indalo | Luis Conde                | 27 de septiembre |
| Obras Sanitarias | 49 - 74 | Lanús           | Obras Sanitarias          | 27 de septiembre |
| 9 de Julio (RT)  | 81 - 89 | Peñarol         | José Albert               | 28 de septiembre |
| Argentino        | 87 - 82 | Weber Bahía     | El Fortín de las Morochas | 28 de septiembre |

| 9 de Julio (RT)  | 92 - 90 | Weber Bahía     | José Albert               | 26 de septiembre |
| Boca Juniors     | 75 - 70 | Lanús           | Luis Conde                | 29 de septiembre |
| Obras Sanitarias | 79 - 64 | Gimnasia Indalo | Obras Sanitarias          | 29 de septiembre |
| Argentino        | 67 - 75 | Peñarol         | El Fortín de las Morochas | 30 de septiembre |

| Gimnasia Indalo | 82 - 78  | Boca Juniors     | Socios Fundadores | 5 de octubre |
| Lanús           | 76 - 74  | Obras Sanitarias | Antonio Rotili    | 5 de octubre |
| Peñarol         | 101 - 69 | 9 de Julio (RT)  | Islas Malvinas    | 5 de octubre |
| Weber Bahía     | 82 - 68  | Argentino        | Osvaldo Casanova  | 5 de octubre |

| Gimnasia Indalo | 95 - 85 | Obras Sanitarias | Socios Fundadores | 3 de octubre |
| Lanús           | 72 - 66 | Boca Juniors     | Antonio Rotili    | 7 de octubre |
| Peñarol         | 81 - 72 | Argentino        | Islas Malvinas    | 7 de octubre |
| Weber Bahía     | 84 - 69 | 9 de Julio (RT)  | Osvaldo Casanova  | 7 de octubre |

| 9 de Julio (RT) | 69 - 72 | Argentino        | José Albert       | 12 de octubre |
| Gimnasia Indalo | 94 - 88 | Lanús            | Socios Fundadores | 14 de octubre |
| Peñarol         | 85 - 83 | Weber Bahía      | Islas Malvinas    | 16 de octubre |
| Boca Juniors    | 86 - 75 | Obras Sanitarias | Luis Conde        | 24 de octubre |

| Lanús            | 75 - 57 | Gimnasia Indalo | Antonio Rotili            | 12 de octubre |
| Weber Bahía      | 63 - 79 | Peñarol         | Osvaldo Casanova          | 14 de octubre |
| Argentino        | 79 - 66 | 9 de Julio (RT) | El Fortín de las Morochas | 14 de octubre |
| Obras Sanitarias | 80 - 98 | Boca Juniors    | Obras Sanitarias          | 14 de octubre |

| Boca Juniors     | 65 - 73 | Peñarol         | Luis Conde        | 18 de octubre |
| Obras Sanitarias | 92 - 96 | Weber Bahía     | Obras Sanitarias  | 18 de octubre |
| Lanús            | 85 - 72 | Argentino       | Antonio Rotili    | 18 de octubre |
| Gimnasia Indalo  | 87 - 66 | 9 de Julio (RT) | Socios Fundadores | 19 de octubre |

| Boca Juniors     | 81 - 95 | Weber Bahía     | Luis Conde        | 20 de octubre |
| Obras Sanitarias | 76 - 82 | Peñarol         | Obras Sanitarias  | 20 de octubre |
| Gimnasia Indalo  | 89 - 88 | Argentino       | Socios Fundadores | 21 de octubre |
| Lanús            | 79 - 74 | 9 de Julio (RT) | Antonio Rotili    | 21 de octubre |

| Peñarol         | 76 - 65 | Gimnasia Indalo  | Islas Malvinas            | 9 de octubre  |
| 9 de Julio (RT) | 75 - 71 | Boca Juniors     | José Albert               | 26 de octubre |
| Argentino       | 72 - 66 | Obras Sanitarias | El Fortín de las Morochas | 26 de octubre |
| Weber Bahía     | 72 - 79 | Lanús            | Osvaldo Casanova          | 26 de octubre |

| 9 de Julio (RT) | 93 - 87  | Obras Sanitarias | José Albert               | 28 de octubre |
| Argentino       | 68 - 105 | Boca Juniors     | El Fortín de las Morochas | 28 de octubre |
| Peñarol         | 84 - 65  | Lanús            | Islas Malvinas            | 28 de octubre |
| Weber Bahía     | 82 - 73  | Gimnasia Indalo  | Osvaldo Casanova          | 28 de octubre |

## Súper 8 2012
Por primera vez en la historia del certamen, se disputa el Súper 8 en la ciudad de Corrientes, en el Estadio José Jorge Contte.
Terminada la primera fase, clasificaron al Súper 8 de Corrientes, los primeros 3 de la zona norte (Libertad, Ciclista Olímpico y Regatas), los primeros 3 de la zona sur (Peñarol, Lanús y Argentino de Junín), el mejor cuarto de los 2 grupos (Quimsa) y el equipo invitado por la organización (Boca Juniors).
El torneo Súper 8 fue obtenido por Regatas, quien se alzó por segunda vez en su historia como campeón del certamen venciendo en la final a Quimsa de Santiago del Estero.

## Segunda fase
| Equipo | Equipo                  | A    | PJ | PG | PP | Pts  |
| ------ | ----------------------- | ---- | -- | -- | -- | ---- |
| 1.°    | Regatas Corrientes      | 11,5 | 30 | 24 | 6  | 65,5 |
| 2.°    | Lanús                   | 11,5 | 30 | 21 | 9  | 62,5 |
| 3.°    | Peñarol                 | 13,0 | 30 | 18 | 12 | 61,0 |
| 4.°    | Boca Juniors            | 10,5 | 30 | 20 | 10 | 60,5 |
| 5.°    | Argentino               | 11,0 | 30 | 17 | 13 | 58,0 |
| 6.°    | Quimsa                  | 11,0 | 30 | 16 | 14 | 57,0 |
| 7.°    | Ciclista Olímpico       | 12,0 | 30 | 15 | 15 | 57,0 |
| 8.°    | Atenas                  | 10,0 | 30 | 16 | 14 | 56,0 |
| 9.°    | Sionista                | 10,5 | 30 | 15 | 15 | 55,5 |
| 10.°   | Gimnasia Indalo         | 10,0 | 30 | 15 | 15 | 55,0 |
| 11.°   | Libertad                | 12,0 | 30 | 13 | 17 | 55,0 |
| 12.°   | Weber Bahía Estudiantes | 10,0 | 30 | 14 | 16 | 54,0 |
| 13.°   | Obras Sanitarias        | 9,0  | 30 | 13 | 17 | 52,0 |
| 14.°   | 9 de Julio (RT)         | 9,0  | 30 | 9  | 21 | 48,0 |
| 15.°   | La Unión de Formosa     | 8,0  | 30 | 8  | 22 | 46,0 |
| 16.°   | Unión Progresista       | 9,0  | 30 | 6  | 24 | 45,0 |

|  |                                               |
|  | Clasificados directamente a cuartos de final. |
|  | Clasificados a la serie reclasificatoria.     |
|  | Clasificados a la serie por la permanencia.   |

| Gimnasia Indalo     | 85 - 80 | Boca Juniors       | Socios Fundadores    | 1 de noviembre |
| Ciclista Olímpico   | 79 - 70 | Sionista           | Vicente Rosales      | 2 de noviembre |
| Atenas              | 83 - 91 | Regatas Corrientes | Carlos Cerutti       | 2 de noviembre |
| La Unión de Formosa | 84 - 79 | 9 de Julio (RT)    | Cincuentenario       | 2 de noviembre |
| Unión Progresista   | 66 - 75 | Argentino          | Carlos "Mona" Lobera | 2 de noviembre |
| Lanús               | 80 - 70 | Obras Sanitarias   | Antonio Rotili       | 2 de noviembre |
| Peñarol             | 71 - 76 | Quimsa             | Islas Malvinas       | 2 de noviembre |
| Weber Bahía Est.    | 86 - 84 | Libertad           | Osvaldo Casanova     | 30 de enero    |

| Weber Bahía Est.    | 72 - 70  | Quimsa             | Osvaldo Casanova     | 31 de octubre  |
| Ciclista Olímpico   | 78 - 89  | Regatas Corrientes | Vicente Rosales      | 4 de noviembre |
| Atenas              | 83 - 82  | Sionista           | Carlos Cerutti       | 4 de noviembre |
| La Unión de Formosa | 77 - 75  | Argentino          | Cincuentenario       | 4 de noviembre |
| Unión Progresista   | 85 - 66  | 9 de Julio (RT)    | Carlos "Mona" Lobera | 4 de noviembre |
| Gimnasia Indalo     | 112 - 92 | Obras Sanitarias   | Socios Fundadores    | 4 de noviembre |
| Lanús               | 77 - 65  | Boca Juniors       | Anotonio Rotili      | 4 de noviembre |
| Peñarol             | 87 - 71  | Libertad           | Islas Malvinas       | 5 de abril     |

| Sionista           | 91 - 86 | Weber Bahía Est.    | Moisés Flesler            | 15 de noviembre |
| Regatas Corrientes | 75 - 57 | Peñarol             | José Jorge Contte         | 15 de noviembre |
| Boca Juniors       | 74 - 65 | La Unión de Formosa | Luis Conde                | 15 de noviembre |
| Obras Sanitarias   | 70 - 75 | Unión Progresista   | Obras Sanitarias          | 15 de noviembre |
| Libertad           | 67 - 66 | Gimnasia Indalo     | El Hogar de los Tigres    | 16 de noviembre |
| Quimsa             | 77 - 81 | Lanús               | Estadio Ciudad            | 16 de noviembre |
| 9 de Julio (RT)    | 81 - 77 | Ciclista Olímpico   | José Albert               | 16 de noviembre |
| Argentino          | 82 - 86 | Atenas              | El Fortín de las Morochas | 16 de noviembre |

| Regatas Corrientes | 88 - 83 | Weber Bahía Est.    | José Jorge Contte         | 13 de noviembre |
| Libertad           | 63 - 76 | Lanús               | El Hogar de los Tigres    | 14 de noviembre |
| Sionista           | 82 - 79 | Peñarol             | Moisés Flesler            | 17 de noviembre |
| Boca Juniors       | 83 - 70 | Unión Progresista   | Luis Conde                | 17 de noviembre |
| Obras Sanitarias   | 71 - 58 | La Unión de Formosa | Obras Sanitarias          | 17 de noviembre |
| Quimsa             | 93 - 76 | Gimnasia Indalo     | Ciudad                    | 18 de noviembre |
| 9 de Julio (RT)    | 83 - 86 | Atenas              | José Albert               | 18 de noviembre |
| Argentino          | 73 - 60 | Ciclista Olímpico   | El Fortín de las Morochas | 18 de noviembre |

| 9 de Julio (RT)     | 88 - 73  | Sionista           | José Albert               | 23 de noviembre |
| Ciclista Olímpico   | 78 - 72  | Boca Juniors       | Vicente Rosales           | 23 de noviembre |
| Unión Progresista   | 74 - 75  | Quimsa             | Carlos "mona" Lobera      | 23 de noviembre |
| Gimnasia Indalo     | 85 - 79  | Weber Bahía Est.   | Socios Fundadores         | 23 de noviembre |
| Argentino           | 80 - 82  | Regatas Corrientes | El Fortín de las morochas | 8 de enero      |
| Lanús               | 82 - 84  | Peñarol            | Antonio Rotili            | 8 de enero      |
| Atenas              | 102 - 94 | Obras Sanitarias   | Carlos Cerutti            | 9 de enero      |
| La Unión de Formosa | 87 - 81  | Libertad           | Cincuentenario            | 9 de enero      |

| Atenas              | 77 - 71 | Boca Juniors       | Carlos Cerutti            | 21 de noviembre |
| 9 de Julio (RT)     | 66 - 88 | Regatas Corrientes | José Albert               | 25 de noviembre |
| Argentino           | 90 - 85 | Sionista           | El Fortín de las Morochas | 25 de noviembre |
| La Unión de Formosa | 74 - 76 | Quimsa             | Cincuentenario            | 25 de noviembre |
| Unión Progresista   | 98 - 94 | Libertad           | Carlos "mona" Lobera      | 25 de noviembre |
| Gimnasia Indalo     | 72 - 82 | Peñarol            | Socios Fundadores         | 25 de noviembre |
| Lanús               | 78 - 64 | Weber Bahía Est.   | Antonio Rotili            | 25 de noviembre |
| Ciclista Olímpico   | 90 - 70 | Obras Sanitarias   | Vicente Rosales           | 27 de noviembre |

| Sionista           | 85 - 79 | Gimnasia Indalo     | Moisés Flesler    | 30 de noviembre |
| Regatas Corrientes | 75 - 69 | Lanús               | José Jorge Contte | 30 de noviembre |
| Weber Bahía Est.   | 75 - 71 | La Unión de Formosa | Osvaldo Casanova  | 30 de noviembre |
| Peñarol            | 93 - 71 | Unión Progresista   | Islas Malvinas    | 30 de noviembre |
| Libertad           | 79 - 74 | Ciclista Olímpico   | Vicente Rosales   | 30 de noviembre |
| Quimsa             | 78 - 80 | Atenas              | Ciudad            | 30 de noviembre |
| Boca Juniors       | 78 - 74 | 9 de Julio (RT)     | Luis Conde        | 1 de diciembre  |
| Obras Sanitarias   | 87 - 64 | Argentino           | Obras Sanitarias  | 1 de diciembre  |

| Sionista           | 65 - 73  | Lanús               | Moisés Flesler         | 28 de noviembre |
| Regatas Corrientes | 81 - 80  | Gimnasia Indalo     | José Jorge Contte      | 28 de noviembre |
| Peñarol            | 103 - 79 | La Unión de Formosa | Islas Malvinas         | 28 de noviembre |
| Weber Bahía Est.   | 87 - 67  | Unión Progresista   | Osvaldo Casanova       | 2 de diciembre  |
| Libertad           | 88 - 66  | Atenas              | El Hogar de los Tigres | 2 de diciembre  |
| Quimsa             | 85 - 71  | Ciclista Olímpico   | Ciudad                 | 2 de diciembre  |
| Boca Juniors       | 71 - 70  | Argentino           | Luis Conde             | 3 de diciembre  |
| Obras Sanitarias   | 78 - 79  | 9 de Julio (RT)     | Obras Sanitarias       | 3 de diciembre  |

| Boca Juniors        | 89 - 68  | Sionista           | Luis Conde                | 7 de diciembre  |
| 9 de Julio (RT)     | 93 - 85  | Libertad           | José Albert               | 7 de diciembre  |
| Argentino           | 89 - 99  | Quimsa             | El Fortín de las Morochas | 7 de diciembre  |
| Ciclista Olímpico   | 76 - 64  | Weber Bahía Est.   | Vicente Rosales           | 7 de diciembre  |
| La Unión de Formosa | 78 - 67  | Gimnasia Indalo    | Cincuentenario            | 7 de diciembre  |
| Unión Progresista   | 65 - 80  | Lanús              | Carlos "mona" Lobera      | 7 de diciembre  |
| Obras Sanitarias    | 71 - 83  | Regatas Corrientes | Obras Sanitarias          | 11 de diciembre |
| Atenas              | 106 - 87 | Peñarol            | Carlos Cerutti            | 11 de diciembre |

| La Unión de Formosa | 68 - 72 | Lanús              | Cincuentenario            | 5 de diciembre |
| Obras Sanitarias    | 90 - 81 | Sionista           | Obras Sanitarias          | 8 de diciembre |
| Boca Juniors        | 81 - 68 | Regatas Corrientes | Luis Conde                | 9 de diciembre |
| 9 de Julio (RT)     | 95 - 83 | Quimsa             | José Albert               | 9 de diciembre |
| Argentino           | 94 - 92 | Libertad           | El Fortín de las Morochas | 9 de diciembre |
| Ciclista Olímpico   | 78 - 74 | Peñarol            | Vicente Rosales           | 9 de diciembre |
| Atenas              | 93 - 89 | Weber Bahía Est.   | Carlos Cerutti            | 9 de diciembre |
| Unión Progresista   | 82 - 79 | Gimnasia Indalo    | Carlos "mona" Lobera      | 9 de diciembre |

| 9 de Julio (RT)     | 97 - 99 | Argentino          | José Albert            | 14 de diciembre |
| Ciclista Olímpico   | 86 - 84 | Atenas             | Vicente Rosales        | 14 de diciembre |
| La Unión de Formosa | 78 - 65 | Unión Progresista  | Cincuentenario         | 14 de diciembre |
| Weber Bahía Est.    | 78 - 91 | Peñarol            | Osvaldo Casanova       | 14 de diciembre |
| Libertad            | 79 - 70 | Quimsa             | El Hogar de los Tigres | 14 de diciembre |
| Sionista            | 80 - 82 | Regatas Corrientes | Moisés Flesler         | 14 de diciembre |
| Boca Juniors        | 96 - 61 | Obras Sanitarias   | Luis Conde             | 16 de diciembre |
| Gimnasia Indalo     | 93 - 78 | Lanús              | Socios Fundadores      | 16 de diciembre |

| Obras Sanitarias   | 73 - 93 | Boca Juniors        | Obras Sanitarias          | 13 de diciembre |
| Lanús              | 81 - 72 | Gimnasia Indalo     | Antonio Rotili            | 13 de diciembre |
| Argentino          | 84 - 79 | 9 de Julio (RT)     | El Fortín de las Morochas | 16 de diciembre |
| Atenas             | 69 - 90 | Ciclista Olímpico   | Carlos Cerutti            | 16 de diciembre |
| Unión Progresista  | 82 - 76 | La Unión de Formosa | Carlos "mona" Lobera      | 16 de diciembre |
| Peñarol            | 82 - 76 | Weber Bahía Est.    | Islas Malvinas            | 16 de diciembre |
| Quimsa             | 95 - 61 | Libertad            | Ciudad                    | 16 de diciembre |
| Regatas Corrientes | 72 - 77 | Sionista            | José Jorge Contte         | 16 de diciembre |

| Libertad           | 91 - 97 | Boca Juniors        | El Hogar de los Tigres | 18 de diciembre |
| Sionista           | 72 - 64 | La Unión de Formosa | Moisés Flesler         | 19 de diciembre |
| Regatas Corrientes | 79 - 67 | Unión Progresista   | José Jorge Contte      | 19 de diciembre |
| Gimnasia Indalo    | 95 - 85 | Ciclista Olímpico   | Socios Fundadores      | 19 de diciembre |
| Lanús              | 73 - 57 | Atenas              | Antonio Rotili         | 19 de diciembre |
| Weber Bahía Est.   | 94 - 95 | 9 de Julio (RT)     | Osvaldo Casanova       | 19 de diciembre |
| Peñarol            | 70 - 75 | Argentino           | Islas Malvinas         | 19 de diciembre |
| Quimsa             | 93 - 80 | Obras Sanitarias    | Ciudad                 | 19 de diciembre |

| Sionista           | 101 - 68 | Unión Progresista   | Moisés Flesler         | 21 de diciembre |
| Regatas Corrientes | 95 - 68  | La Unión de Formosa | José Jorge Contte      | 21 de diciembre |
| Gimnasia Indalo    | 97 - 63  | Atenas              | Socios Fundadores      | 21 de diciembre |
| Lanús              | 77 - 75  | Ciclista Olímpico   | Antonio Rotili         | 21 de diciembre |
| Weber Bahía Est.   | 94 - 88  | Argentino           | Osvaldo Casanova       | 21 de diciembre |
| Peñarol            | 107 - 83 | 9 de Julio (RT)     | Islas Malvinas         | 21 de diciembre |
| Libertad           | 84 - 73  | Obras Sanitarias    | El Hogar de los Tigres | 21 de diciembre |
| Quimsa             | 67 - 92  | Boca Juniors        | Ciudad                 | 21 de diciembre |

| Boca Juniors       | 80 - 78 | Weber Bahía Est.    | Luis Conde                | 28 de febrero |
| Obras Sanitarias   | 93 - 79 | Peñarol             | Obras Sanitarias          | 28 de febrero |
| Sionista           | 84 - 91 | Libertad            | Moisés Flesler            | 1 de marzo    |
| Regatas Corrientes | 85 - 64 | Quimsa              | José Jorge Contte         | 1 de marzo    |
| 9 de Julio (RT)    | 80 - 99 | Gimnasia Indalo     | José Albert               | 1 de marzo    |
| Argentino          | 72 - 73 | Lanús               | El Fortín de Las Morochas | 1 de marzo    |
| Ciclista Olímpico  | 88 - 72 | La Unión de Formosa | Vicente Rosales           | 1 de marzo    |
| Atenas             | 82 - 79 | Unión Progresista   | Carlos Cerutti            | 1 de marzo    |

| Regatas Corrientes | 76 - 72 | Libertad            | José Jorge Contte         | 27 de febrero |
| Boca Juniors       | 83 - 70 | Peñarol             | Luis Conde                | 2 de marzo    |
| Obras Sanitarias   | 99 - 76 | Weber Bahía Est.    | Obras Sanitarias          | 2 de marzo    |
| Sionista           | 80 - 76 | Quimsa              | Moisés Flesler            | 3 de marzo    |
| 9 de Julio (RT)    | 73 - 82 | Lanús               | José Albert               | 3 de marzo    |
| Argentino          | 88 - 68 | Gimnasia Indalo     | El Fortín de las Morochas | 3 de marzo    |
| Ciclista Olímpico  | 73 - 69 | Unión Progresista   | Vicente Rosales           | 3 de marzo    |
| Atenas             | 61 - 58 | La Unión de Formosa | Carlos Cerutti            | 3 de marzo    |

| Quimsa              | 77 - 85 | Regatas Corrientes | Ciudad                 | 15 de enero |
| Libertad            | 91 - 68 | Sionista           | EL Hogar de los Tigres | 16 de enero |
| Weber Bahía Est.    | 75 - 61 | Boca Juniors       | Osvaldo Casanova       | 16 de enero |
| Peñarol             | 86 - 87 | Obras Sanitarias   | Islas Malvinas         | 16 de enero |
| Gimnasia Indalo     | 88 - 86 | 9 de Julio (RT)    | Socios Fundadores      | 16 de enero |
| Lanús               | 76 - 88 | Argentino          | Antonio Rotili         | 16 de enero |
| La Unión de Formosa | 81 - 95 | Ciclista Olímpico  | Cincuentenario         | 16 de enero |
| Unión Progresista   | 71 - 97 | Atenas             | Carlos "mona" Lobera   | 16 de enero |

| Quimsa              | 73 - 80 | Sionista           | Ciudad                 | 18 de enero |
| Libertad            | 95 - 83 | Regatas Corrientes | El Hogar de los Tigres | 18 de enero |
| Peñarol             | 97 - 78 | Boca Juniors       | Islas Malvinas         | 18 de enero |
| Weber Bahía Est.    | 80 - 76 | Obras Sanitarias   | Osvaldo Casanova       | 18 de enero |
| Lanús               | 90 - 89 | 9 de Julio (RT)    | Antonio Rotili         | 18 de enero |
| Gimnasia Indalo     | 84 - 79 | Argentino          | Socios Fundadores      | 18 de enero |
| Unión Progresista   | 78 - 68 | Ciclista Olímpico  | Carlos "mona" Lobera   | 18 de enero |
| La Unión de Formosa | 87 - 77 | Atenas             | Cincuentenario         | 18 de enero |

| Boca Juniors       | 87 - 79 | Gimnasia Indalo     | Luis Conde                | 24 de enero |
| Obras Sanitarias   | 87 - 68 | Lanús               | Obras Sanitarias          | 24 de enero |
| Sionista           | 92 - 84 | Ciclista Olímpico   | Moisés Flesler            | 25 de enero |
| Regatas Corrientes | 86 - 77 | Atenas              | José Jorge Contte         | 25 de enero |
| 9 de Julio (RT)    | 93 - 70 | La Unión de Formosa | José Albert               | 25 de enero |
| Libertad           | 87 - 83 | Weber Bahía Est.    | El Hogar de los Tigres    | 25 de enero |
| Quimsa             | 94 - 60 | Peñarol             | Ciudad                    | 25 de enero |
| Argentino          | 77 - 56 | Unión Progresista   | El Fortín de las Morochas | 25 de enero |

| Obras Sanitarias   | 90 - 59  | Gimnasia Indalo     | Obras Sanitarias          | 26 de enero |
| Boca Juniors       | 78 - 83  | Lanús               | Luis Conde                | 26 de enero |
| Regatas Corrientes | 84 - 60  | Ciclista Olímpico   | José Jorge Contte         | 27 de enero |
| Sionista           | 74 - 69  | Atenas              | Moisés Flesler            | 27 de enero |
| Argentino          | 96 - 74  | La Unión de Formosa | El Fortín de las Morochas | 27 de enero |
| 9 de Julio (RT)    | 105 - 98 | Unión Progresista   | José Albert               | 27 de enero |
| Quimsa             | 91 - 88  | Weber Bahía Est.    | Ciudad                    | 27 de enero |
| Libertad           | 65 - 76  | Peñarol             | El Hogar de los Tigres    | 27 de enero |

| Atenas              | 82 - 59  | Argentino          | Carlos Cerutti       | 31 de enero   |
| Weber Bahía Est.    | 80 - 71  | Sionista           | Osvaldo Casanova     | 1 de febrero  |
| Peñarol             | 90 - 77  | Regatas Corrientes | Islas Malvinas       | 1 de febrero  |
| Gimnasia Indalo     | 99 - 79  | Libertad           | Socios Fundadores    | 1 de febrero  |
| La Unión de Formosa | 74 - 86  | Boca Juniors       | Cincuentenario       | 1 de febrero  |
| Unión Progresista   | 82 - 102 | Obras Sanitarias   | Carlos "mona" Lobera | 1 de febrero  |
| Ciclista Olímpico   | 76 - 63  | 9 de Julio (RT)    | Vicente Rosales      | 1 de febrero  |
| Lanús               | 68 - 76  | Quimsa             | Antonio Rotili       | 19 de febrero |

| Peñarol             | 62 - 81 | Sionista           | Islas Malvinas       | 3 de febrero |
| Weber Bahía Est.    | 78 - 69 | Regatas Corrientes | Osvaldo Casanova     | 3 de febrero |
| Gimnasia Indalo     | 98 - 69 | Quimsa             | Socios Fundadores    | 3 de febrero |
| Unión Progresista   | 76 - 84 | Boca Juniors       | Carlos "mona" Lobera | 3 de febrero |
| La Unión de Formosa | 76 - 83 | Obras Sanitarias   | Cincuentenario       | 3 de febrero |
| Atenas              | 86 - 77 | 9 de Julio (RT)    | Carlos Cerutti       | 3 de febrero |
| Ciclista Olímpico   | 84 - 80 | Argentino          | Vicente Rosales      | 3 de febrero |
| Lanús               | 72 - 61 | Libertad           | Antonio Rotili       | 6 de febrero |

| Boca Juniors       | 92 - 55 | Ciclista Olímpico   | Luis Conde             | 7 de febrero |
| Obras Sanitarias   | 83 - 56 | Atenas              | Obras Sanitarias       | 7 de febrero |
| Weber Bahía Est.   | 82 - 84 | Gimnasia Indalo     | Osvaldo Casanova       | 7 de febrero |
| Sionista           | 99 - 90 | 9 de Julio (RT)     | Moisés Flesler         | 8 de febrero |
| Regatas Corrientes | 83 - 66 | Argentino           | José Jorge Contte      | 8 de febrero |
| Libertad           | 91 - 69 | La Unión de Formosa | El Hogar de los Tigres | 8 de febrero |
| Quimsa             | 95 - 76 | Unión Progresista   | Ciudad                 | 8 de febrero |
| Peñarol            | 78 - 62 | Lanús               | Islas Malvinas         | 8 de febrero |

| Obras Sanitarias   | 84 - 71  | Ciclista Olímpico   | Obras Sanitarias       | 9 de febrero  |
| Boca Juniors       | 94 - 79  | Atenas              | Luis Conde             | 9 de febrero  |
| Regatas Corrientes | 100 - 77 | 9 de Julio (RT)     | José Jorge Contte      | 10 de febrero |
| Sionista           | 79 - 87  | Argentino           | Moisés Flesler         | 10 de febrero |
| Quimsa             | 69 - 75  | La Unión de Formosa | Ciudad                 | 10 de febrero |
| Libertad           | 81 - 69  | Unión Progresista   | El Hogar de los Tigres | 10 de febrero |
| Peñarol            | 72 - 58  | Gimnasia Indalo     | Islas Malvinas         | 10 de febrero |
| Weber Bahía Est.   | 75 - 74  | Lanús               | Osvaldo Casanova       | 10 de febrero |

| 9 de Julio (RT)     | 64 - 92   | Boca Juniors       | José Albert               | 14 de febrero |
| Gimnasia Indalo     | 94 - 89   | Sionista           | Socios Fundadores         | 15 de febrero |
| Lanús               | 71 - 58   | Regatas Corrientes | Antonio Rotili            | 15 de febrero |
| La Unión de Formosa | 76 - 67   | Weber Bahía Est.   | Cincuentenario            | 15 de febrero |
| Unión Progresista   | 104 - 111 | Peñarol            | Carlos "mona" Lobera      | 15 de febrero |
| Ciclista Olímpico   | 74 - 67   | Libertad           | Vicente Rosales           | 15 de febrero |
| Atenas              | 93 - 78   | Quimsa             | Carlos Cerutti            | 15 de febrero |
| Argentino           | 85 - 77   | Obras Sanitarias   | El Fortín de las Morochas | 15 de febrero |

| Atenas              | 66 - 63  | Libertad           | Carlos Cerutti            | 13 de febrero |
| Lanús               | 67 - 60  | Sionista           | Antonio ROtili            | 17 de febrero |
| Gimnasia Indalo     | 71 - 80  | Regatas Corrientes | Socios Fundadores         | 17 de febrero |
| Unión Progresista   | 62 - 87  | Weber Bahía Est.   | Carlos "mona" Lobera      | 17 de febrero |
| La Unión de Formosa | 82 - 89  | Peñarol            | Cincuentenario            | 17 de febrero |
| Ciclista Olímpico   | 58 - 59  | Quimsa             | Vicente Rosales           | 17 de febrero |
| Argentino           | 88 - 82  | Boca Juniors       | El Fortín de las Morochas | 17 de febrero |
| 9 de Julio (RT)     | 106 - 89 | Obras Sanitarias   | José Albert               | 17 de febrero |

| Sionista           | 66 - 81 | Boca Juniors        | Moisés Flesler         | 22 de febrero |
| Regatas Corrientes | 76 - 71 | Obras Sanitarias    | José Jorge Contte      | 22 de febrero |
| Libertad           | 85 - 69 | 9 de Julio (RT)     | El Hogar de los Tigres | 22 de febrero |
| Quimsa             | 82 - 70 | Argentino           | Ciudad                 | 22 de febrero |
| Weber Bahía Est.   | 79 - 60 | Ciclista Olímpico   | Osvaldo Casanova       | 22 de febrero |
| Peñarol            | 73 - 66 | Atenas              | Islas Malvinas         | 22 de febrero |
| Gimnasia Indalo    | 99 - 80 | La Unión de Formosa | Socios Fundadores      | 22 de febrero |
| Lanús              | 90 - 66 | Unión Progresista   | Antonio Rotili         | 22 de febrero |

| Sionista           | 79 - 70  | Obras Sanitarias    | Moisés Flesler         | 20 de febrero |
| Regatas Corrientes | 85 - 84  | Boca Juniors        | José Jorge Contte      | 24 de febrero |
| Quimsa             | 91 - 83  | 9 de Julio (RT)     | Ciudad                 | 24 de febrero |
| Libertad           | 70 - 77  | Argentino           | El Hogar de los Tigres | 24 de febrero |
| Peñarol            | 92 - 86  | Ciclista Olímpico   | Islas Malvinas         | 24 de febrero |
| Weber Bahía Est.   | 92 - 80  | Atenas              | Osvaldo Casanova       | 24 de febrero |
| Lanús              | 84 - 68  | La Unión de Formosa | Antonio Rotili         | 24 de febrero |
| Gimnasia Indalo    | 101 - 81 | Unión Progresista   | Socios Fundadores      | 24 de febrero |

| Argentino           | 90 - 86 | Peñarol            | El Fortín de las Morochas | 7 de marzo |
| La Unión de Formosa | 66 - 68 | Sionista           | Cincuentenario            | 8 de marzo |
| Unión Progresista   | 69 - 84 | Regatas Corrientes | Carlos "mona" Lobera      | 8 de marzo |
| Ciclista Olímpico   | 74 - 70 | Gimnasia Indalo    | Vicente Rosales           | 8 de marzo |
| Atenas              | 79 - 84 | Lanús              | Carlos Cerutti            | 8 de marzo |
| 9 de Julio (RT)     | 68 - 87 | Weber Bahía Est.   | José Albert               | 8 de marzo |
| Boca Juniors        | 98 - 82 | Libertad           | Luis Conde                | 8 de marzo |
| Obras Sanitarias    | 72 - 59 | Quimsa             | Obras Sanitarias          | 8 de marzo |

| Unión Progresista   | 79 - 83 | Sionista           | Carlos "mona" Lobera      | 10 de marzo |
| La Unión de Formosa | 72 - 78 | Regatas Corrientes | Cincuentenario            | 10 de marzo |
| Atenas              | 79 - 75 | Gimnasia Indalo    | Carlos Cerutti            | 10 de marzo |
| Ciclista Olímpico   | 79 - 74 | Lanús              | Vicente Rosales           | 10 de marzo |
| Argentino           | 86 - 80 | Weber Bahía Est.   | El Fortín de las Morochas | 10 de marzo |
| 9 de Julio (RT)     | 72 - 76 | Peñarol            | José Albert               | 10 de marzo |
| Obras Sanitarias    | 56 - 70 | Libertad           | Obras Sanitarias          | 10 de marzo |
| Boca Juniors        | 79 - 82 | Quimsa             | Luis Conde                | 10 de marzo |

## Series por la permanencia

### Primer descenso
| Equipo                                                        | Equipo            | Partidos | Partidos | Partidos | Partidos | Partidos |
| ------------------------------------------------------------- | ----------------- | -------- | -------- | -------- | -------- | -------- |
| 13.º                                                          | Obras Sanitarias  | 82       | 84       | 93       |          |          |
| 16.º                                                          | Unión Progresista | 72       | 81       | 82       |          |          |
| Obras Sanitarias ganó la serie 3 - 0 y se mantiene en la LNB. |                   |          |          |          |          |          |

| 14 de marzo | Obras Sanitarias                                          | 82–72                | Unión Progresista                                     | Ciudad de Buenos Aires                                                                        |  |  |
|             | Parciales: 21 - 23, 16 - 19, 22 - 12, 23 - 28             |                      |                                                       |                                                                                               |  |  |
|             | Estadísticas J. Gutiérrez 18 J. Gutiérrez 13 M. Osimani 9 | Reporte Pts Reb Asts | Estadísticas 18 C. Avalle 8 D. Phillip 4 C. Schlopper | Pabellón: Estadio Obras Sanitarias Árbitros: * Alejandro Chiti * Fabricio Vito * Fabio Alaníz |  |  |
| serie 1 - 0 |                                                           |                      |                                                       |                                                                                               |  |  |
|             |                                                           |                      |                                                       |                                                                                               |  |  |

| 16 de marzo | Obras Sanitarias                                       | 84–81                | Unión Progresista                                    | Ciudad de Buenos Aires                                                                               |  |  |
|             | Parciales: 22 - 19, 15 - 18, 28 - 13, 19 - 31          |                      |                                                      | |  |  |
|             | Estadísticas K. Lamonte 22 P. Espinoza 14 M. Osimani 7 | Reporte Pts Reb Asts | Estadísticas 19 C. Schlopper 8 D. Phillip 3 V. Cajal | Pabellón: Estadio Obras Sanitarias Árbitros: * Alejandro Ramallo * Sergio Tarifeño * Julio Dinamarca |  |  |
| serie 2 - 0 |                                                        |                      |                                                      | |  |  |
|             |                                                        |                      |                                                      | |  |  |

| 20 de marzo | Unión Progresista                                 | 82–93                | Obras Sanitarias                                                                  | Villa Ángela                                                                                        |  |  |
|             | Parciales: 19 - 23, 18 - 19, 22 - 26, 23 - 25     |                      |                                                                                   | |  |  |
|             | Estadísticas D. Cávaco 20 D. Phillip 7 V. Cajal 4 | Reporte Pts Reb Asts | Estadísticas 20 M. Osimani y R. Humphrey 8 R. Humphrey y P. Espinoza 6 M. Osimani | Pabellón: Estadio Carlos "Mona" Lobera Árbitros: * Juan Fernández * Oscar Brítez * Rodrigo Castillo |  |  |
| serie 0 - 3 |                                                   |                      |                                                                                   | |  |  |
|             |                                                   |                      |                                                                                   | |  |  |

### Segundo descenso
| Equipo                                                           | Equipo              | Partidos | Partidos | Partidos | Partidos | Partidos |
| ---------------------------------------------------------------- | ------------------- | -------- | -------- | -------- | -------- | -------- |
| 14.º                                                             | 9 de Julio (RT)     | 89       | 58       | 85       | 87       |          |
| 15.º                                                             | La Unión de Formosa | 77       | 62       | 93       | 94       |          |
| La Unión de Formosa ganó la serie 3 - 1 y se mantiene en la LNB. |                     |          |          |          |          |          |

| 14 de marzo | 9 de Julio (RT)                                  | 89–77                | La Unión de Formosa                                                                            | Río Tercero                                                                          |  |  |
|             | Parciales: 18 - 13, 20 - 18, 24 - 24, 27 - 22    |                      |                                                                                                |                                                                                      |  |  |
|             | Estadísticas E. Nelson 25 E. Nelson 9 G. Torre 4 | Reporte Pts Reb Asts | Estadísticas 19 N. Gianella y T. Shahnon 7 G. Lewis y T. Shahnon 2 N. Gianella y R. Wolkowyski | Pabellón: Estadio José Albert Árbitros: * Pablo Estévez * Roberto Smith * Mario Aluz |  |  |
| serie 1 - 0 |                                                  |                      |                                                                                                |                                                                                      |  |  |
|             |                                                  |                      |                                                                                                |                                                                                      |  |  |

| 16 de marzo | 9 de Julio (RT)                                  | 58–62                | La Unión de Formosa                                                            | Río Tercero                                                                             |  |  |
|             | Parciales: 16 - 13, 9 - 21, 13 - 12, 20 - 16     |                      |                                                                                |                                                                                         |  |  |
|             | Estadísticas E. Nelson 22 E. Nelson 8 G. Torre 3 | Reporte Pts Reb Asts | Estadísticas 18 L. Gregory 8 L. Gregory 2 M. Cerutti, N. Gianella y L. Gregory | Pabellón: Estadio José Albert Árbitros: * Daniel Rodrigo * Diego Rougier * Oscar Brítez |  |  |
| serie 1 - 1 |                                                  |                      |                                                                                |                                                                                         |  |  |
|             |                                                  |                      |                                                                                |                                                                                         |  |  |

| 20 de marzo | La Unión de Formosa                                  | 93–85                | 9 de Julio (RT)                                   | Formosa                                                                                              |  |  |
|             | Parciales: 22 - 21, 21 - 24, 19 - 16, 31 - 24        |                      |                                                   | |  |  |
|             | Estadísticas N. Gianella 27 G. Lewis 7 N. Gianella 4 | Reporte Pts Reb Asts | Estadísticas 23 E. Nelson 9 E. Ruiz 6 D. Gerbaudo | Pabellón: Estadio Cincuentenario Árbitros: * Alejandro Ramallo * Osvaldo Bautista * Leonardo Mendoza |  |  |
| serie 2 - 1 |                                                      |                      |                                                   | |  |  |
|             |                                                      |                      |                                                   | |  |  |

| 22 de marzo | La Unión de Formosa                               | 94–87                | 9 de Julio (RT)                                                     | Formosa                                                                                             |  |  |
|             | Parciales: 23 - 14, 17 - 19, 25 - 17, 29 - 37     |                      |                                                                     | |  |  |
|             | Estadísticas T. Shahnon 19 G. Lewis 10 G. Lewis 4 | Reporte Pts Reb Asts | Estadísticas 25 B. Barovero 5 B. Barovero y E. Nelson 3 D. Gerbaudo | Pabellón: Estadio Cincuentenario Árbitros: * Fernando Sampietro * Juan Fernández * Rodrigo Castillo |  |  |
| serie 3 - 1 |                                                   |                      |                                                                     | |  |  |
|             |                                                   |                      |                                                                     | |  |  |

## Tercera fase - playoffs
|  | Reclasificación | Reclasificación         | Reclasificación    |                 |   | Cuartos de final | Cuartos de final | Cuartos de final |  |     | Semifinales        | Semifinales | Semifinales |  |     | Final              | Final | Final |  |
|  |                 |                         |                    |                 |   |                  |                  |                  |  |     |                    |             |             |  |     |                    |       |       |  |
|  |                 |                         |                    |                 |   |                  |                  |                  |  |     |                    |             |             |  |     |                    |       |       |  |
|  |                 |                         |                    |                 |   |                  |                  |                  |  |     |                    |             |             |  |     |                    |       |       |  |
|  |                 |                         |                    |                 |   |                  |                  |                  |  |     |                    |             |             |  |     |                    |       |       |  |
|  |                 |                         |                    |                 |   |                  |                  |                  |  |     |                    |             |             |  |     |                    |       |       |  |
|  |                 | 1.°                     | Regatas Corrientes | 3               |   |                  |                  |                  |  |     |                    |             |             |  |     |                    |       |       |  |
|  |                 |                         |                    | 3               |   |                  |                  |                  |  |     |                    |             |             |  |     |                    |       |       |  |
|  |                 |                         | 10.°               | Gimnasia Indalo | 2 |                  |                  |                  |  |     |                    |             |             |  |     |                    |       |       |  |
|  | 7.°             | Ciclista Olímpico       | 10.°               | Gimnasia Indalo | 2 | 0                |                  |                  |  |     |                    |             |             |  |     |                    |       |       |  |
|  | 7.°             | Ciclista Olímpico       |                    |                 |   |                  |                  |                  |  |     |                    |             |             |  |     |                    |       |       |  |
|  | 10.°            | Gimnasia Indalo         | 3                  |                 |   |                  |                  |                  |  |     |                    |             |             |  |     |                    |       |       |  |
|  | 10.°            | Gimnasia Indalo         | 3                  |                 |   |                  |                  |                  |  | 1.° | Regatas Corrientes | 3           |             |  |     |                    |       |       |  |
|  |                 |                         |                    |                 |   |                  |                  |                  |  | 1.° | Regatas Corrientes | 3           |             |  |     |                    |       |       |  |
|  |                 |                         | 4.°                | Boca Juniors    | 2 |                  |                  |                  |  |     |                    |             |             |  |     |                    |       |       |  |
|  |                 |                         | 4.°                | Boca Juniors    | 2 |                  |                  |                  |  |     |                    |             |             |  |     |                    |       |       |  |
|  |                 |                         |                    |                 |   |                  |                  |                  |  |     |                    |             |             |  |     |                    |       |       |  |
|  |                 |                         |                    |                 |   |                  |                  |                  |  |     |                    |             |             |  |     |                    |       |       |  |
|  |                 | 4.°                     | Boca Juniors       | 3               |   |                  |                  |                  |  |     |                    |             |             |  |     |                    |       |       |  |
|  |                 |                         |                    | 3               |   |                  |                  |                  |  |     |                    |             |             |  |     |                    |       |       |  |
|  |                 |                         | 5.°                | Argentino (J)   | 0 |                  |                  |                  |  |     |                    |             |             |  |     |                    |       |       |  |
|  | 5.°             | Argentino (J)           | 5.°                | Argentino (J)   | 0 | 3                |                  |                  |  |     |                    |             |             |  |     |                    |       |       |  |
|  | 5.°             | Argentino (J)           |                    |                 |   |                  |                  |                  |  |     |                    |             |             |  |     |                    |       |       |  |
|  | 12.°            | Weber Bahía Estudiantes | 2                  |                 |   |                  |                  |                  |  |     |                    |             |             |  |     |                    |       |       |  |
|  | 12.°            | Weber Bahía Estudiantes | 2                  |                 |   |                  |                  |                  |  |     |                    |             |             |  | 1.° | Regatas Corrientes | 4     |       |  |
|  |                 |                         |                    |                 |   |                  |                  |                  |  |     |                    |             |             |  | 1.° | Regatas Corrientes | 4     |       |  |
|  |                 |                         | 2.°                | Lanús           | 0 |                  |                  |                  |  |     |                    |             |             |  |     |                    |       |       |  |
|  |                 |                         | 2.°                | Lanús           | 0 |                  |                  |                  |  |     |                    |             |             |  |     |                    |       |       |  |
|  |                 |                         |                    |                 |   |                  |                  |                  |  |     |                    |             |             |  |     |                    |       |       |  |
|  |                 |                         |                    |                 |   |                  |                  |                  |  |     |                    |             |             |  |     |                    |       |       |  |
|  |                 | 2.°                     | Lanús              | 3               |   |                  |                  |                  |  |     |                    |             |             |  |     |                    |       |       |  |
|  |                 |                         |                    | 3               |   |                  |                  |                  |  |     |                    |             |             |  |     |                    |       |       |  |
|  |                 |                         | 8.°                | Atenas          | 0 |                  |                  |                  |  |     |                    |             |             |  |     |                    |       |       |  |
|  | 8.°             | Atenas                  | 8.°                | Atenas          | 0 | 3                |                  |                  |  |     |                    |             |             |  |     |                    |       |       |  |
|  | 8.°             | Atenas                  |                    |                 |   |                  |                  |                  |  |     |                    |             |             |  |     |                    |       |       |  |
|  | 9.°             | Sionista                | 2                  |                 |   |                  |                  |                  |  |     |                    |             |             |  |     |                    |       |       |  |
|  | 9.°             | Sionista                | 2                  |                 |   |                  |                  |                  |  | 2.° | Lanús              | 3           |             |  |     |                    |       |       |  |
|  |                 |                         |                    |                 |   |                  |                  |                  |  | 2.° | Lanús              | 3           |             |  |     |                    |       |       |  |
|  |                 |                         | 3.°                | Peñarol         | 2 |                  |                  |                  |  |     |                    |             |             |  |     |                    |       |       |  |
|  |                 |                         | 3.°                | Peñarol         | 2 |                  |                  |                  |  |     |                    |             |             |  |     |                    |       |       |  |
|  |                 |                         |                    |                 |   |                  |                  |                  |  |     |                    |             |             |  |     |                    |       |       |  |
|  |                 |                         |                    |                 |   |                  |                  |                  |  |     |                    |             |             |  |     |                    |       |       |  |
|  |                 | 3.°                     | Peñarol            | 3               |   |                  |                  |                  |  |     |                    |             |             |  |     |                    |       |       |  |
|  |                 |                         |                    | 3               |   |                  |                  |                  |  |     |                    |             |             |  |     |                    |       |       |  |
|  |                 |                         | 6.°                | Quimsa          | 1 |                  |                  |                  |  |     |                    |             |             |  |     |                    |       |       |  |
|  | 6.°             | Quimsa                  | 6.°                | Quimsa          | 1 | 3                |                  |                  |  |     |                    |             |             |  |     |                    |       |       |  |
|  | 6.°             | Quimsa                  |                    |                 |   |                  |                  |                  |  |     |                    |             |             |  |     |                    |       |       |  |
|  | 11.°            | Libertad                | 2                  |                 |   |                  |                  |                  |  |     |                    |             |             |  |     |                    |       |       |  |
|  | 11.°            | Libertad                | 2                  |                 |   |                  |                  |                  |  |     |                    |             |             |  |     |                    |       |       |  |
|  |                 |                         |                    |                 |   |                  |                  |                  |  |     |                    |             |             |  |     |                    |       |       |  |

El resultado que figura en cada serie es la suma de los partidos ganados por cada equipo.
El equipo que figura primero en cada llave es el que obtuvo la ventaja de localía.

### Reclasificación
Argentino (Junín) - Bahía Blanca Basket
| 13 de marzo | Argentino (J)                                                 | 93–70                | Weber Bahía Estudiantes                                           | Junín                                                                                         |  |  |
|             | Parciales: 20 - 22, 23 - 18, 26 - 15, 24 - 15                 |                      |                                                                   |                                                                                               |  |  |
|             | Estadísticas J. Cangelosi 15 B. Carlwell 7 N. De Los Santos 7 | Reporte Pts Reb Asts | Estadísticas 16 J. Williams 10 H. Jasen 3 L. Faggiano y L. Nailon | Pabellón: El Fortín de las Morochas Árbitros: * Roberto Smith * Fabricio Vito * Silvio Guzmán |  |  |
| serie 1 - 0 |                                                               |                      |                                                                   |                                                                                               |  |  |
|             |                                                               |                      |                                                                   |                                                                                               |  |  |

| 15 de marzo | Argentino (J)                                                         | 82–73                | Weber Bahía Estudiantes                        | Junín                                                                                               |  |  |
|             | Parciales: 14 - 21, 25 - 19, 26 - 20, 17 - 13                         |                      |                                                | |  |  |
|             | Estadísticas J. Cangelosi 14 K. Lytch 7 O. Funes y N. De Los Santos 4 | Reporte Pts Reb Asts | Estadísticas 17 H. Jasen 7 H. Jasen 3 H. Jasen | Pabellón: El Fortín de las Morochas Árbitros: * Juan Fernández * Leonardo Mendoza * Julio Dinamarca |  |  |
| serie 2 - 0 |                                                                       |                      |                                                | |  |  |
|             |                                                                       |                      |                                                | |  |  |

| 19 de marzo | Weber Bahía Estudiantes                                             | 85–83                | Argentino (J)                                              | Bahía Blanca                                                                                |  |  |
|             | Parciales: 23 - 17, 22 - 22, 21 - 20, 19 - 24                       |                      |                                                            |                                                                                             |  |  |
|             | Estadísticas H. Jasen y J. I. Sánchez 19 D. Davis 12 J. I. Sánchez6 | Reporte Pts Reb Asts | Estadísticas 21 J. Cangelosi 7 K. Lytch 8 N. De Los Santos | Pabellón: Estadio Osvaldo Casanova Árbitros: * Alejandro Chiti * Diego Rougier * Mario Aluz |  |  |
| serie 1 - 2 |                                                                     |                      |                                                            |                                                                                             |  |  |
|             |                                                                     |                      |                                                            |                                                                                             |  |  |

| 21 de marzo | Weber Bahía Estudiantes                                   | 101–80               | Argentino (J) | Bahía Blanca                                                                                   |  |  |
|             | Parciales: 21 - 28, 31 - 12, 26 - 22, 23 - 18             |                      | |                                                                                                |  |  |
|             | Estadísticas L. Faggiano 23 J. Williams 7 J. I. Sánchez 8 | Reporte Pts Reb Asts | Estadísticas 13 N. De Los Santos y B. Carlwell 7 K. Lytch 2 N. De Los Santos, A. Carbajal, G. Luchino, J. Cangelosi y O. Funes | Pabellón: Estadio Osvaldo Casanova Árbitros: * Daniel Rodrigo * Sergio Tarifeño * Jorge Chávez |  |  |
| serie 2 - 2 |                                                           |                      | |                                                                                                |  |  |
|             |                                                           |                      | |                                                                                                |  |  |

| 25 de marzo | Argentino                                       | 79–77                | Weber Bahía Estudiantes                                               | Junín                                                                                           |  |  |
|             | Parciales: 18 - 21, 21 - 16, 18 - 19, 22 - 21   |                      |                                                                       |                                                                                                 |  |  |
|             | Estadísticas K. Lytch 29 K. Lytch 12 K. Lytch 5 | Reporte Pts Reb Asts | Estadísticas 20 J. I. Sánchez 11 J. Torres 3 H. Jasen y J. I. Sánchez | Pabellón: El Fortín de las Morochas Árbitros: * Roberto Smith * Oscar Brítez * Rodrigo Castillo |  |  |
| serie 3 - 2 |                                                 |                      |                                                                       |                                                                                                 |  |  |
|             |                                                 |                      |                                                                       |                                                                                                 |  |  |

Quimsa - Libertad
| 14 de marzo | Quimsa                                                              | 80–65                | Libertad                                                              | Santiago del Estero                                                                |  |  |
|             | Parciales: 24 - 21, 14 - 14, 20 - 16, 22 - 14                       |                      |                                                                       |                                                                                    |  |  |
|             | Estadísticas J. Baxter y D. Lo Grippo 14 J. Williams 13 J. Baxter 5 | Reporte Pts Reb Asts | Estadísticas 15 D. García y G. Mikulas 8 R. Sánchez Rosas 3 J. Treise | Pabellón: Estadio Ciudad Árbitros: * Daniel Rodrigo * Diego Rougier * Oscar Brítez |  |  |
| serie 1 - 0 |                                                                     |                      |                                                                       |                                                                                    |  |  |
|             |                                                                     |                      |                                                                       |                                                                                    |  |  |

| 16 de marzo | Quimsa                                             | 85–80                | Libertad                                                   | Santiago del Estero                                                                     |  |  |
|             | Parciales: 24 - 20, 19 - 19, 25 - 18, 17 - 23      |                      |                                                            |                                                                                         |  |  |
|             | Estadísticas J. Baxter 21 J. Mojica 7 N. Aguirre 6 | Reporte Pts Reb Asts | Estadísticas 18 G. Mikulas 11 R. Sánchez Rosas 8 D. García | Pabellón: Estadio Ciudad Árbitros: * Fabricio Vito * Osvaldo Bautista * Mario José Aluz |  |  |
| serie 2 - 0 |                                                    |                      |                                                            |                                                                                         |  |  |
|             |                                                    |                      |                                                            |                                                                                         |  |  |

| 19 de marzo | Libertad                                                                    | 69–67                | Quimsa                                        | Sunchales                                                                                       |  |  |
|             | Parciales: 13 - 17, 16 - 20, 21 - 16, 19 - 14                               |                      |                                               |                                                                                                 |  |  |
|             | Estadísticas D. García y A. Alloatti 15 J. Treise 8 J. Treise y D. García 5 | Reporte Pts Reb Asts | Estadísticas 19 J. Baxter 8 S. Vega 3 S. Vega | Pabellón: El Hogar de los Tigres Árbitros: * Alejandro Ramallo * Sergio Tarifeño * Jorge Chávez |  |  |
| serie 1 - 2 |                                                                             |                      |                                               |                                                                                                 |  |  |
|             |                                                                             |                      |                                               |                                                                                                 |  |  |

| 21 de marzo | Libertad                                                   | 83–64                | Quimsa                                           | Sunchales                                                                                     |  |  |
|             | Parciales: 22 - 21, 22 - 5, 20 - 16, 19 - 22               |                      |                                                  |                                                                                               |  |  |
|             | Estadísticas R. Sánchez Rosas 22 A. Alloatti 9 D. García 7 | Reporte Pts Reb Asts | Estadísticas 14 J. Baxter 6 S. Vega 4 G. Aguirre | Pabellón: El Hogar de los Tigres Árbitros: * Pablo Estévez * Roberto Smith * Oscar Martinetto |  |  |
| serie 2 - 2 |                                                            |                      |                                                  |                                                                                               |  |  |
|             |                                                            |                      |                                                  |                                                                                               |  |  |

| 24 de marzo | Quimsa                                                      | 91–81                | Libertad                                                 | Santiago del Estero                                                                           |  |  |
|             | Parciales: 24 - 19, 21 - 21, 19 - 19, 27 - 22               |                      |                                                          |                                                                                               |  |  |
|             | Estadísticas J. Baxter 21 J. Baxter y S. Vega 8 J. Baxter 5 | Reporte Pts Reb Asts | Estadísticas 20 D. García 8 R. Sánchez Rosas 6 D. García | Pabellón: Estadio Ciudad Árbitros: * Fernando Sampietro * Juan José Fernández * Silvio Guzmán |  |  |
| serie 3 - 2 |                                                             |                      |                                                          |                                                                                               |  |  |
|             |                                                             |                      |                                                          |                                                                                               |  |  |

Ciclista Olímpico - Gimnasia Indalo
| 13 de marzo | Ciclista Olímpico | 0–20 | Gimnasia Indalo | La Banda                                                                                              |  |  |
|             |                   |      |                 | |  |  |
|             |                   |      |                 | Pabellón: Estadio Vicente Rosales Árbitros: * Fernando Sampietro * Sergio Tarifeño * Osvaldo Bautista |  |  |
| serie 0 - 1 |                   |      |                 | |  |  |
|             |                   |      |                 | |  |  |

| 15 de marzo | Ciclista Olímpico                                                       | 76–84                | Gimnasia Indalo                                       | La Banda                                                                                       |  |  |
|             | Parciales: 22 - 17, 20 - 21, 16 - 20, 18 - 26                           |                      |                                                       |                                                                                                |  |  |
|             | Estadísticas J. Machuca 19 F. Malara y S. Clancy 8 F. Ramírez Barrios 4 | Reporte Pts Reb Asts | Estadísticas 34 D. Jackson 9 J. Robinson 5 D. Jackson | Pabellón: Estadio Vicente Rosales Árbitros: * Pablo Estévez * Diego Rougier * Oscar Martinetto |  |  |
| serie 0 - 2 |                                                                         |                      |                                                       |                                                                                                |  |  |
|             |                                                                         |                      |                                                       |                                                                                                |  |  |

| 19 de marzo | Gimnasia Indalo                                                     | 85–71                | Ciclista Olímpico                                                   | Comodoro Rivadavia                                                                               |  |  |
|             | Parciales: 20 - 10, 23 - 22, 23 - 19, 19 - 20                       |                      |                                                                     |                                                                                                  |  |  |
|             | Estadísticas S. Scala 17 K. Seawright 12 K. Seawright y D. Romero 4 | Reporte Pts Reb Asts | Estadísticas 18 A. Pau 6 S. Clancy y F. Ramírez Barrios 2 F. Malara | Pabellón: Estadio Socios Fundadores Árbitros: * Daniel Rodrigo * Roberto Smith * Julio Dinamarca |  |  |
| serie 3 - 0 |                                                                     |                      |                                                                     |                                                                                                  |  |  |
|             |                                                                     |                      |                                                                     |                                                                                                  |  |  |

Atenas - Sionista
| 13 de marzo | Atenas                                               | 78–64                | Sionista                                                                      | Córdoba                                                                                          |  |  |
|             | Parciales: 17 - 16, 14 - 12, 23 - 15, 24 - 21        |                      |                                                                               |                                                                                                  |  |  |
|             | Estadísticas B. Lábaque 22 A. Elsener 7 B. Lábaque 5 | Reporte Pts Reb Asts | Estadísticas 16 M. Sandes 6 J. Lloreda, L. González y M. Sandes 2 J. Sandrini | Pabellón: Polideportivo Carlos Cerutti Árbitros: * Pablo Estévez * Juan Fernández * Jorge Chávez |  |  |
| serie 1 - 0 |                                                      |                      |                                                                               |                                                                                                  |  |  |
|             |                                                      |                      |                                                                               |                                                                                                  |  |  |

| 15 de marzo | Atenas                                                                     | 83–67                | Sionista                                                                               | Córdoba                                                                                               |  |  |
|             | Parciales: 18 - 14, 23 - 24, 20 - 13, 22 - 16                              |                      |                                                                                        | |  |  |
|             | Estadísticas D. Guaita y J. Bulfoni 22 M. Fierro y D. Kanté 7 B. Lábaque 9 | Reporte Pts Reb Asts | Estadísticas 18 J. Pittman 7 L. Wade y M. Sandes 2 A. Zilli, L. Cequeira y J. Sandrini | Pabellón: Polideportivo Carlos Cerutti Árbitros: * Alejandro Chiti * Roberto Smith * Rodrigo Castillo |  |  |
| serie 2 - 0 |                                                                            |                      |                                                                                        | |  |  |
|             |                                                                            |                      |                                                                                        | |  |  |

| 20 de marzo | Sionista                                           | 72–64                | Atenas                                                            | Paraná                                                                                         |  |  |
|             | Parciales: 15 - 13, 13 - 20, 23 - 15, 21 - 16      |                      |                                                                   |                                                                                                |  |  |
|             | Estadísticas L. González M. Sandes 9 J. Sandrini 3 | Reporte Pts Reb Asts | Estadísticas 16 B. Lábaque 8 A. Elsener 2 J. Bulfoni y B. Lábaque | Pabellón: Estadio Moisés Flesler Árbitros: * Fernando Sampietro * Fabricio Vito * Fabio Alaníz |  |  |
| serie 1 - 2 |                                                    |                      |                                                                   |                                                                                                |  |  |
|             |                                                    |                      |                                                                   |                                                                                                |  |  |

| 22 de marzo | Sionista                                           | 87–77                | Atenas                                                            | Paraná                                                                                         |  |  |
|             | Parciales: 16 - 17, 23 - 16, 28 - 27, 20 - 17      |                      |                                                                   |                                                                                                |  |  |
|             | Estadísticas J. Pittman 24 D. Hure 7 J. Sandrini 4 | Reporte Pts Reb Asts | Estadísticas 28 J. Bulfoni 5 A. Elsener 3 M. Lescano y B. Lábaque | Pabellón: Estadio Moisés Flesler Árbitros: * Daniel Rodrigo * Oscar Brítez * Alejandro Ramallo |  |  |
| serie 2 - 2 |                                                    |                      |                                                                   |                                                                                                |  |  |
|             |                                                    |                      |                                                                   |                                                                                                |  |  |

| 25 de marzo | Atenas                                               | 68–67                | Sionista                                                     | Córdoba                                                                                        |  |  |
|             | Parciales: 19 - 13, 20 - 12, 11 - 19, 18 - 23        |                      |                                                              |                                                                                                |  |  |
|             | Estadísticas A. Elsener 17 M. Fierro 13 B. Lábaque 5 | Reporte Pts Reb Asts | Estadísticas 17 L. Wade 9 L. Wade 3 J. Pittman y J. Sandrini | Pabellón: Polideportivo Carlos Cerutti Árbitros: * Pablo Estévez * Juan Fernández * Mario Aluz |  |  |
| serie 3 - 2 |                                                      |                      |                                                              |                                                                                                |  |  |
|             |                                                      |                      |                                                              |                                                                                                |  |  |

### Cuartos de final
Regatas Corrientes - Gimnasia Indalo
| 29 de marzo | Regatas Corrientes                                   | 90–57                | Gimnasia Indalo                                     | Corrientes                                                                                    |  |  |
|             | Parciales: 27 - 11, 27 - 14, 23 - 18, 13 - 14        |                      |                                                     |                                                                                               |  |  |
|             | Estadísticas D. Washam 18 M. Gerlero 8 J. Martínez 6 | Reporte Pts Reb Asts | Estadísticas 13 D. Jackson 7 P. Orlietti 4 S. Scala | Pabellón: Estadio José Jorge Contte Árbitros: * Juan Fernández * Fabricio Vito * Oscar Brítez |  |  |
| Serie 1 - 0 |                                                      |                      |                                                     |                                                                                               |  |  |
|             |                                                      |                      |                                                     |                                                                                               |  |  |

| 31 de marzo | Regatas Corrientes                                           | 87–73                | Gimnasia Indalo                                         | Corrientes                                                                                      |  |  |
|             | Parciales: 22 - 26, 24 - 13, 18 - 15, 23 - 19                |                      |                                                         |                                                                                                 |  |  |
|             | Estadísticas F. Kammerichs 14 F. Kammerichs 15 J. Martínez 5 | Reporte Pts Reb Asts | Estadísticas 16 K. Seawright 5 K. Seawright 3 D. Romero | Pabellón: Estadio José Jorge Contte Árbitros: * Pablo Estévez * Sergio Tarifeño * Fabián Alaniz |  |  |
| Serie 2 - 0 |                                                              |                      |                                                         |                                                                                                 |  |  |
|             |                                                              |                      |                                                         |                                                                                                 |  |  |

| 5 de abril  | Gimnasia Indalo                                         | 98–78                | Regatas Corrientes                                      | Comodoro Rivadavia                                                                                |  |  |
|             | Parciales: 24 - 25, 23 - 13, 31 - 15, 20 - 25           |                      |                                                         |                                                                                                   |  |  |
|             | Estadísticas J. Robinson 23 K. Seawright 11 D. Romero 5 | Reporte Pts Reb Asts | Estadísticas 14 D. Washam 5 P. Calderón 3 F. Kammerichs | Pabellón: Estadio Socios Fundadores Árbitros: * Fernando Sampietro * Alejandro Ramallo * Bautista |  |  |
| Serie 1 - 2 |                                                         |                      |                                                         |                                                                                                   |  |  |
|             |                                                         |                      |                                                         |                                                                                                   |  |  |

| 7 de abril  | Gimnasia Indalo                                     | 94–87                | Regatas Corrientes                                         | Comodoro Rivadavia                                                                         |  |  |
|             | Parciales: 18 - 18, 23 - 28, 23 - 14, 30 - 27       |                      |                                                            |                                                                                            |  |  |
|             | Estadísticas M. Byró 18 K. Seawright 9 D. Jackson 5 | Reporte Pts Reb Asts | Estadísticas 33 P. Quinteros 7 F. Kammerichs 4 J. Martínez | Pabellón: Estadio Socios Fundadores Árbitros: * Alejandro Chitti * Smith * Julio Dinamarca |  |  |
| Serie 2 - 2 |                                                     |                      |                                                            |                                                                                            |  |  |
|             |                                                     |                      |                                                            |                                                                                            |  |  |

| 11 de abril | Regatas Corrientes                                         | 81–77                | Gimnasia Indalo                                       | Corrientes                                                                                     |  |  |
|             | Parciales: 18 - 10, 11 - 15, 26 - 21, 26 - 31              |                      |                                                       |                                                                                                |  |  |
|             | Estadísticas P. Quinteros 22 F. Kammerichs 7 J. Martínez 5 | Reporte Pts Reb Asts | Estadísticas 29 D. Jackson 4 P. Orlietti 2 D. Jackson | Pabellón: Estadio José Jorge Contte Árbitros: * Daniel Rodrigo * Diego Rougier * Fabricio Vito |  |  |
| Serie 3 - 2 |                                                            |                      |                                                       |                                                                                                |  |  |
|             |                                                            |                      |                                                       |                                                                                                |  |  |

Boca Juniors - Argentino (Junín)
| 28 de marzo | Boca Juniors                                           | 89–62                | Argentino (J)                                  | Ciudad de Buenos Aires                                                                        |  |  |
|             | Parciales: 18 - 10, 11 - 15, 26 - 21, 26 - 31          |                      |                                                |                                                                                               |  |  |
|             | Estadísticas J. Coleman 16 J. De Groat 6 D. Santiago 5 | Reporte Pts Reb Asts | Estadísticas 13 K. Lytch 8 K. Lytch 2 K. Lytch | Pabellón: Estadio Luis Conde Árbitros: * Pablo Estévez * Fernando Sampietro * Julio Dinamarca |  |  |
| Serie 1 - 0 |                                                        |                      |                                                |                                                                                               |  |  |
|             |                                                        |                      |                                                |                                                                                               |  |  |

| 30 de marzo | Boca Juniors                                                   | 75–55                | Argentino (J)                                          | Ciudad de Buenos Aires                                                                         |  |  |
|             | Parciales: 16 - 11, 19 - 14, 24 - 26, 16 - 14                  |                      |                                                        |                                                                                                |  |  |
|             | Estadísticas P. McHopson 22 J. De Groat 8 Federico Van Lacke 9 | Reporte Pts Reb Asts | Estadísticas 23 K. Lytch 9 K. Lytch 2 N. De Los Santos | Pabellón: Estadio Luis Conde Árbitros: * Alejandro Chitti * Gustavo Ramallo * Oscar Martinneto |  |  |
| Serie 2 - 0 |                                                                |                      |                                                        |                                                                                                |  |  |
|             |                                                                |                      |                                                        |                                                                                                |  |  |

| 3 de abril  | Argentino (J)                                               | 70–80                | Boca Juniors                                             | Junín                                                                                       |  |  |
|             | Parciales: 23 - 24, 21 - 13, 13 - 21, 13 - 22               |                      |                                                          |                                                                                             |  |  |
|             | Estadísticas K. Lytch 16 Brian Carwell 6 N. De Los Santos 8 | Reporte Pts Reb Asts | Estadísticas 21 J. De Groat 6 J. De Groat 5 F. Van Lacke | Pabellón: El Fortín de las Morochas Árbitros: * Daniel Rodrigo * Fernando Vito * Mario Aluz |  |  |
| Serie 0 - 3 |                                                             |                      |                                                          |                                                                                             |  |  |
|             |                                                             |                      |                                                          |                                                                                             |  |  |

Lanús - Atenas
| 29 de marzo | Lanús                                                      | 73–61                | Atenas                                             | Lanús                                                                                                |  |  |
|             | Parciales: 23 - 16, 16 - 14, 23 - 13, 11 - 18              |                      |                                                    | |  |  |
|             | Estadísticas A. Boccia 21 W. Mc Farlan 8 N. Laprovittola 6 | Reporte Pts Reb Asts | Estadísticas 15 M. Fierro 9 M. Fierro 2 M. Lescano | Pabellón: Microestadio Antonio Rotili Árbitros: * Alejandro Chiti * Roberto Smith * Osvaldo Bautista |  |  |
| Serie 1 - 0 |                                                            |                      |                                                    | |  |  |
|             |                                                            |                      |                                                    | |  |  |

| 31 de marzo | Lanús                                                   | 70–68                | Atenas                                               | Lanús                                                                                               |  |  |
|             | Parciales: 22 - 18, 12 - 15, 20 - 16, 16 - 19           |                      |                                                      | |  |  |
|             | Estadísticas A. Boccia 23 R. Battle 7 N. Laprovittola 3 | Reporte Pts Reb Asts | Estadísticas 24 J. Bulfoni 12 M. Fierro 4 M. Lescano | Pabellón: Microestadio Antonio Rotili Árbitros: * Fernando Sampietro * Diego Rougier * Mario Guzmán |  |  |
| Serie 2 - 0 |                                                         |                      |                                                      | |  |  |
|             |                                                         |                      |                                                      | |  |  |

| 5 de abril  | Atenas                                                                     | 64–73                | Lanús                                               | Córdoba                                              |  |  |
|             | Parciales: 23 - 18, 6 - 16, 16 - 13, 19 - 26                               |                      |                                                     |                                                      |  |  |
|             | Estadísticas B. Lábaque 26 F. Oberto 8 M. Lescano, F. Oberto y D. Guaita 3 | Reporte Pts Reb Asts | Estadísticas 19 R. Battle 8 R. Battle 3 W. McFarlan | Pabellón: Polideportivo Carlos Cerutti Árbitros: * * |  |  |
| Serie 0 - 3 |                                                                            |                      |                                                     |                                                      |  |  |
|             |                                                                            |                      |                                                     |                                                      |  |  |

Peñarol - Quimsa
| 29 de marzo | Peñarol                                               | 92–80                | Quimsa                                            | Mar del Plata                                                                                        |  |  |
|             | Parciales: 27 - 16, 26 - 27, 25 - 14, 14 - 23         |                      |                                                   | |  |  |
|             | Estadísticas L. Gutiérrez 21 M. Mata 10 F. Campazzo 6 | Reporte Pts Reb Asts | Estadísticas 21 J. Baxter 7 J. Baxter 3 J. Mojica | Pabellón: Polideportivo Islas Malvinas Árbitros: * Daniel Rodrigo * Diego Rougier * Rodrigo Castillo |  |  |
| Serie 1 - 0 |                                                       |                      |                                                   | |  |  |
|             |                                                       |                      |                                                   | |  |  |

| 31 de marzo | Peñarol                                                | 70–67                | Quimsa                                            | Mar del Plata                                                                                         |  |  |
|             | Parciales: 18 - 19, 20 - 8, 16 - 12, 16 - 28           |                      |                                                   | |  |  |
|             | Estadísticas L. Gutiérrez 24 M. Leiva 11 F. Campazzo 3 | Reporte Pts Reb Asts | Estadísticas 20 J. Baxter 8 J. Mojica 2 J. Baxter | Pabellón: Polideportivo Islas Malvinas Árbitros: * Alejandro Chiti * Fabricio Vito * Leonardo Mendoza |  |  |
| Serie 2 - 0 |                                                        |                      |                                                   | |  |  |
|             |                                                        |                      |                                                   | |  |  |

| 4 de abril  | Quimsa                                             | 88–77                | Peñarol                                             | Santiago del Estero                                                               |  |  |
|             | Parciales: 29 - 13, 16 - 20, 20 - 26, 23 - 18      |                      |                                                     |                                                                                   |  |  |
|             | Estadísticas J. Baxter 24 J. Baxter 8 G. Aguirre 5 | Reporte Pts Reb Asts | Estadísticas 18 F. Campazzo 9 M. Mata 3 F. Campazzo | Pabellón: Estadio Ciudad Árbitros: * Pablo Estévez * Roberto Smith * Jorge Chávez |  |  |
| Serie 1 - 2 |                                                    |                      |                                                     |                                                                                   |  |  |
|             |                                                    |                      |                                                     |                                                                                   |  |  |

| 6 de abril  | Quimsa                                                 | 77–81                | Peñarol                                         | Santiago del Estero                                                                     |  |  |
|             | Parciales: 10 - 29, 26 - 17, 23 - 13, 18 - 22          |                      |                                                 |                                                                                         |  |  |
|             | Estadísticas J. Baxter 21 D. Tintorelli 6 G. Aguirre 3 | Reporte Pts Reb Asts | Estadísticas 23 M. Mata 9 M. Mata 7 F. Campazzo | Pabellón: Estadio Ciudad Árbitros: * Fernando Sampietro * Juan Fernández * Oscar Britez |  |  |
| Serie 1 - 3 |                                                        |                      |                                                 |                                                                                         |  |  |
|             |                                                        |                      |                                                 |                                                                                         |  |  |

### Semifinal
Regatas Corrientes - Boca Juniors
| 17 de abril | Regatas Corrientes                                                          | 77–71                | Boca Juniors                                             | Corrientes                                                                                     |  |  |
|             | Parciales: 14 - 23, 14 - 8, 25 - 19, 24 - 21                                |                      |                                                          |                                                                                                |  |  |
|             | Estadísticas P. Quinteros 25 F. Kammerichs 10 J. Martínez y F. Kammerichs 5 | Reporte Pts Reb Asts | Estadísticas 21 J. De Groat 8 J. De Groat 5 P. Mc Hopson | Pabellón: Estadio José Jorge Contte Árbitros: * Pablo Estévez * Sergio Tarifeño * Oscar Brítez |  |  |
| serie 1 - 0 |                                                                             |                      |                                                          |                                                                                                |  |  |
|             |                                                                             |                      |                                                          |                                                                                                |  |  |

| 19 de abril | Regatas Corrientes                                                     | 78–70                | Boca Juniors                                           | Corrientes                                                                                              |  |  |
|             | Parciales: 26 - 18, 14 - 18, 13 - 10, 25 - 24                          |                      |                                                        | |  |  |
|             | Estadísticas P. Quinteros y J. Meyinsse 22 J. Meyinsse 6 J. Martínez 7 | Reporte Pts Reb Asts | Estadísticas 25 J. De Groat 11 D. Santiago 4 M. Stanic | Pabellón: Estadio José Jorge Contte Árbitros: * Fernando Sampietro * Juan Fernández * Alejandro Ramallo |  |  |
| serie 2 - 0 |                                                                        |                      |                                                        | |  |  |
|             |                                                                        |                      |                                                        | |  |  |

| 25 de abril | Boca Juniors                                                         | 72–61                | Regatas Corrientes                                   | Ciudad de Buenos Aires                                                                      |  |  |
|             | Parciales: 17 - 13, 14 - 11, 19 - 19, 22 - 18                        |                      |                                                      |                                                                                             |  |  |
|             | Estadísticas D. Santiago 17 D. Santiago 7 F. Van Lacke y M. Stanic 5 | Reporte Pts Reb Asts | Estadísticas 11 N. Romano 8 N. Romano 2 P. Quinteros | Pabellón: Estadio Luis Conde Árbitros: * Alejandro Chiti * Fabricio Vito * Rodrigo Castillo |  |  |
| serie 1 - 2 |                                                                      |                      |                                                      |                                                                                             |  |  |
|             |                                                                      |                      |                                                      |                                                                                             |  |  |

| 27 de abril | Boca Juniors                                                        | 69–60                | Regatas Corrientes                                                                                          | Ciudad de Buenos Aires                                                                  |  |  |
|             | Parciales: 18 - 13, 13 - 12, 17 - 18, 21 - 17                       |                      | |                                                                                         |  |  |
|             | Estadísticas J. DeGroat 21 D. Santiago 10 M. Stanic y P. McHopson 5 | Reporte Pts Reb Asts | Estadísticas 13 J. Martínez y P. Calderón 7 P. Calderón 2 N. Romano, J. Martínez, N. Ferreyra y P. Calderón | Pabellón: Estadio Luis Conde Árbitros: * Daniel Rodrigo * Diego Rougier * Roberto Smith |  |  |
| serie 2 - 2 |                                                                     |                      | |                                                                                         |  |  |
|             |                                                                     |                      | |                                                                                         |  |  |

| 1 de mayo   | Regatas Corrientes                                     | 82–74                | Boca Juniors                                         | Corrientes                                                                                          |  |  |
|             | Parciales: 22 - 24, 18 - 11, 19 - 19, 23 - 20          |                      |                                                      | |  |  |
|             | Estadísticas N. Romano 19 F. Kammerichs 11 N. Romano 6 | Reporte Pts Reb Asts | Estadísticas 24 J. DeGroat 11 J. DeGroat 3 M. Stanic | Pabellón: Estadio José Jorge Contte Árbitros: * Pablo Estévez * Fernando Sampietro * Juan Fernández |  |  |
| serie 3 - 2 |                                                        |                      |                                                      | |  |  |
|             |                                                        |                      |                                                      | |  |  |

Lanús - Peñarol
| 18 de abril | Lanús                                                         | 64–72                | Peñarol                                                | Lanús                                                                                           |  |  |
|             | Parciales: 17 - 22, 12 - 11, 15 - 22, 20 - 17                 |                      |                                                        |                                                                                                 |  |  |
|             | Estadísticas N. Laprovittola 20 A. Boccia 9 N. Laprovittola 6 | Reporte Pts Reb Asts | Estadísticas 21 L. Gutiérrez 11 M. Leiva 4 F. Campazzo | Pabellón: Estadio Antonio Rotili Árbitros: * Alejandro Chiti * Diego Rougier * Rodrigo Castillo |  |  |
| serie 0 - 1 |                                                               |                      |                                                        |                                                                                                 |  |  |
|             |                                                               |                      |                                                        |                                                                                                 |  |  |

| 20 de abril | Lanús | 68–64                | Peñarol                                                        | Lanús                                                                                          |  |  |
|             | Parciales: 19 - 13, 15 - 17, 7 - 11, 27 - 23                                                                     |                      |                                                                |                                                                                                |  |  |
|             | Estadísticas R. Battle y N. Laprovittola 20 R. Battle 14 L. Pérez Naim, C. Schattmann, R. Battle y W. McFarlan 1 | Reporte Pts Reb Asts | Estadísticas 19 L. Gutiérrez 8 M. Mata 2 M. Mata y F. Campazzo | Pabellón: Estadio Antonio Rotili Árbitros: * Daniel Rodrigo * Roberto Smith * Osvaldo Bautista |  |  |
| serie 1 - 1 | |                      |                                                                |                                                                                                |  |  |
|             | |                      |                                                                |                                                                                                |  |  |

| 24 de abril | Peñarol                                                         | 73–79                | Lanús                                                          | Mar del Plata                                                                                           |  |  |
|             | Parciales: 16 - 21, 14 - 11, 19 - 13, 16 - 20 (T.E.: 8 - 14)    |                      |                                                                | |  |  |
|             | Estadísticas M. Mata y F. Campazzo 18 M. Mata 11 L. Gutiérrez 3 | Reporte Pts Reb Asts | Estadísticas 24 N. Laprovittola 17 R. Battle 5 N. Laprovittola | Pabellón: Polideportivo Islas Malvinas Árbitros: * Juan Fernández * Alejandro Ramallo * Sergio Tarifeño |  |  |
| serie 1 - 2 |                                                                 |                      |                                                                | |  |  |
|             |                                                                 |                      |                                                                | |  |  |

| 26 de abril | Peñarol                                                        | 75–68                | Lanús                                                | Mar del Plata                                                                                        |  |  |
|             | Parciales: 20 - 17, 19 - 15, 12 - 15, 11 - 15 (T.E.: 13 - 6)   |                      |                                                      | |  |  |
|             | Estadísticas F. Campazzo y M. Mata 21 M. Mata 10 F. Campazzo 5 | Reporte Pts Reb Asts | Estadísticas 13 F. Martina 11 F. Martina 4 F. Giorgi | Pabellón: Polideportivo Islas Malvinas Árbitros: * Pablo Estévez * Fernando Sampietro * Oscar Brítez |  |  |
| serie 2 - 2 |                                                                |                      |                                                      | |  |  |
|             |                                                                |                      |                                                      | |  |  |

| 2 de mayo   | Lanús                                                | 65–60                | Peñarol                                                  | Lanús                                                                                         |  |  |
|             | Parciales: 17 - 9, 15 - 14, 19 - 21, 14 - 16         |                      |                                                          |                                                                                               |  |  |
|             | Estadísticas A. Boccia 19 R. Battle 12 W. McFarlan 2 | Reporte Pts Reb Asts | Estadísticas 16 F. Campazzo 9 L. Gutiérrez 3 F. Campazzo | Pabellón: Estadio Antonio Rotili Árbitros: * Alejandro Chiti * Daniel Rodrigo * Fabricio Vito |  |  |
| serie 3 - 2 |                                                      |                      |                                                          |                                                                                               |  |  |
|             |                                                      |                      |                                                          |                                                                                               |  |  |

### Final
Regatas Corrientes - Lanús
| 6 de mayo   | Regatas Corrientes                                                      | 90–64                | Lanús                                                                      | Ciudad de Corrientes                                                                                |  |  |
|             | Parciales: 18 - 14, 25 - 15, 25 - 13, 22 - 22                           |                      |                                                                            | |  |  |
|             | Estadísticas Paolo Quinteros 21 Federico Kammerichs 6 Javier Martínez 8 | Reporte Pts Reb Asts | Estadísticas 12 Fernando Martina 5 Fernando Martina 4 Nicolás Laprovittola | Pabellón: Estadio José Jorge Contte Árbitros: * Alejandro Chitti * Diego Rougier * Rodrigo Castillo |  |  |
| serie 1 - 0 |                                                                         |                      |                                                                            | |  |  |
|             |                                                                         |                      |                                                                            | |  |  |

| 8 de mayo   | Regatas Corrientes                                                      | 65–55                | Lanús                                                                 | Ciudad de Corrientes                                                                         |  |  |
|             | Parciales: 14 - 19, 20 - 5, 22 - 18, 9 - 13                             |                      |                                                                       |                                                                                              |  |  |
|             | Estadísticas Jerome Meyinsse 22 Federico Kammerichs 9 Javier Martínez 7 | Reporte Pts Reb Asts | Estadísticas 17 Adrián Boccia 16 Robert Battle 4 Nicolás Laprovittola | Pabellón: Estadio José Jorge Contte Árbitros: * Pablo Estévez * Diego Rodrigo * Oscar Brítez |  |  |
| serie 2 - 0 |                                                                         |                      |                                                                       |                                                                                              |  |  |
|             |                                                                         |                      |                                                                       |                                                                                              |  |  |

| 13 de mayo  | Lanús                                                                      | 76–78                | Regatas Corrientes                                                      | Lanús                                                                                            |  |  |
|             | Parciales: 12 - 24, 17 - 11, 20 - 23, 27 - 20                              |                      |                                                                         |                                                                                                  |  |  |
|             | Estadísticas Fernando Martina 21 Fernando Martina 7 Nicolás Laprovittola 3 | Reporte Pts Reb Asts | Estadísticas 29 Paolo Quinteros 7 Federico Kammerichs 7 Javier Martínez | Pabellón: Microestadio Antonio Rotili Árbitros: * Fernando Sampietro * Fernández * Fabricio Vito |  |  |
| serie 0 - 3 |                                                                            |                      |                                                                         |                                                                                                  |  |  |
|             |                                                                            |                      |                                                                         |                                                                                                  |  |  |

| 15 de mayo  | Lanús                                                             | 65–69                | Regatas Corrientes                                                           | Lanús                                                                                              |  |  |
|             | Parciales: 17 - 21, 11 - 15, 20 - 14, 17 - 19                     |                      |                                                                              | |  |  |
|             | Estadísticas Adrián Boccia 19 William Mc Farlan 8 Adrián Boccia 3 | Reporte Pts Reb Asts | Estadísticas 15 Federico Kammerichs 13 Federico Kammerichs 2 Javier Martínez | Pabellón: Microestadio Antonio Rotili Árbitros: * Pablo Estévez * Diego Rougier * Rodrigo Castillo |  |  |
| serie 0 - 4 |                                                                   |                      |                                                                              | |  |  |
|             |                                                                   |                      |                                                                              | |  |  |

## Estadísticas y premios
| Categoría               | Jugador            | Equipo                                  | Prom. |
| ----------------------- | ------------------ | --------------------------------------- | ----- |
| Puntos por partido      | Darren Phillip     | Club Unión Progresista                  | 18,3  |
| Rebotes por partido     | Sam Clancy Jr.     | Club Ciclista Olímpico                  | 10,8  |
| Asistencias por partido | Facundo Campazzo   | Peñarol de Mar del Plata                | 6,1   |
| Robos por partido       | Facundo Campazzo   | Peñarol de Mar del Plata                | 2,4   |
| Tapones por partido     | Sam Clancy Jr.     | Club Ciclista Olímpico                  | 1,7   |
| Pérdidas por partido    | Facundo Campazzo   | Peñarol de Mar del Plata                | 3,0   |
| Minutos por partido     | Leonardo Gutiérrez | Peñarol de Mar del Plata                | 34,0  |
| Faltas por partido      | Fernando Martina   | Club Atlético Lanús                     | 3,6   |
| Valoración por partido  | Darren Phillip     | Club Unión Progresista                  | 26,5  |
| % Tiros de 2            | Jerome Meyinsse    | Club de Regatas Corrientes              | 63,3% |
| % Tiros libres          | David Jackson      | Gimnasia y Esgrima (Comodoro Rivadavia) | 91,5% |
| % Tiros de 3            | William Graves     | Libertad de Sunchales                   | 40,2% |

## Premios
| - MVP de la temporada - Paolo Quinteros, Club de Regatas Corrientes - MVP de las Finales de la LNB - Paolo Quinteros, Club de Regatas Corrientes - Mejor árbitro - Fernando Sampietro - Mejor dirigencia - Estudiantes de Bahía Blanca - Revelación/debutante - Federico Van Lacke, Boca Juniors | - Jugador de Mayor Progreso - Adrián Boccia, Lanús - Mejor Sexto Hombre - Nicolás Romano, Club de Regatas Corrientes - Mejor Entrenador - Adrián Capelli, Argentino de Junín - Mejor Extranjero - Darren Phillip, Club Unión Progresista - Mejor Nacional - Paolo Quinteros, Club de Regatas Corrientes |

- Mejor quinteto de la LNB
  - B  Facundo Campazzo, Peñarol de Mar del Plata
  - E  Paolo Quinteros, Club de Regatas Corrientes
  - A  Marcos Mata, Peñarol de Mar del Plata
  - AP  John De Groat, Boca Juniors
  - P  Daniel Santiago, Boca Juniors